# 马克·汉纳
马库斯·阿朗佐·“马克”·汉纳（英語：Marcus Alonzo "Mark" Hanna，1837年9月24日—1904年2月15日）是美国俄亥俄州共和党联邦参议员，也是美国总统威廉·麦金莱的政治经理和好友。汉纳靠经商成为百万富翁，并成功利用自己的商业技巧帮助麦金莱在1896年赢得竞选，再于1900年取得连任。
汉纳于1837年在俄亥俄州新里斯本（今为里斯本）出生，少年时同家人迁居正高速发展的克里夫兰，在此和约翰·戴维森·洛克菲勒就读同一所高中。大学期间被开除后，他进入家族企业工作，后在南北战争期间短暂服役，然后同夏洛特·罗兹结为连理。战争结束后，汉纳在岳父的引领下开始经商，并且很快就成为公司合伙人，对许多领域产生浓厚兴趣，特别是煤矿和钢铁行业。汉纳满40岁时就已是克里夫兰最富有的人士之一，接下来他的兴趣开始转向政治。
1884及1888年，俄亥俄州联邦参议员约翰·舍曼两度出马争取共和党提名竞选美国总统，虽有汉纳为他竞选助威，但两次尝试都以失败告终。接下来舍曼年事已高，不适合再度出山，所以汉纳调整目标，争取要把麦金莱扶上总统宝座。1895年，汉纳将名下企业交给兄弟管理，全身心投入麦金莱的竞选活动。为确保麦金莱在1896年获得党派提名，汉纳独力承担所有相关费用，不过麦金莱自始至终都是胜算颇高的热门人选。民主党提名内布拉斯加州前联邦众议员威廉·詹宁斯·布莱恩应战，此人大力提倡金银复本位（即“自由铸造银币”）。在汉纳的努力下，麦金莱的竞选获得创纪录的资助，布莱恩及其理念起初在公众心中激起强烈波澜，但随着竞选继续，这种热情逐渐消退，麦金莱最终轻取对手赢得选举。
接下来汉纳谢绝新总统的内阁职位邀约，在舍曼辞职出任国务卿之际获州议会委派继任联邦参议员席位，再于1898年赢得连任。担任参议员期间，汉纳曾提议在中美洲其他国家修建运河，但在1901年麦金莱遇刺后改为建议在巴拿马修筑。1904年2月26日，马库斯·阿朗佐·“马克”·汉纳因伤寒在首都华盛顿哥伦比亚特区辞世，终年66岁。插画家霍默·达文波特在许多漫画中把汉纳刻画成麦金莱背后的政治推手，受此影响，汉纳也以他在麦金莱竞选总统期间发挥的重要作用为后人铭记。

## 家族背景、早年经历和商界生涯

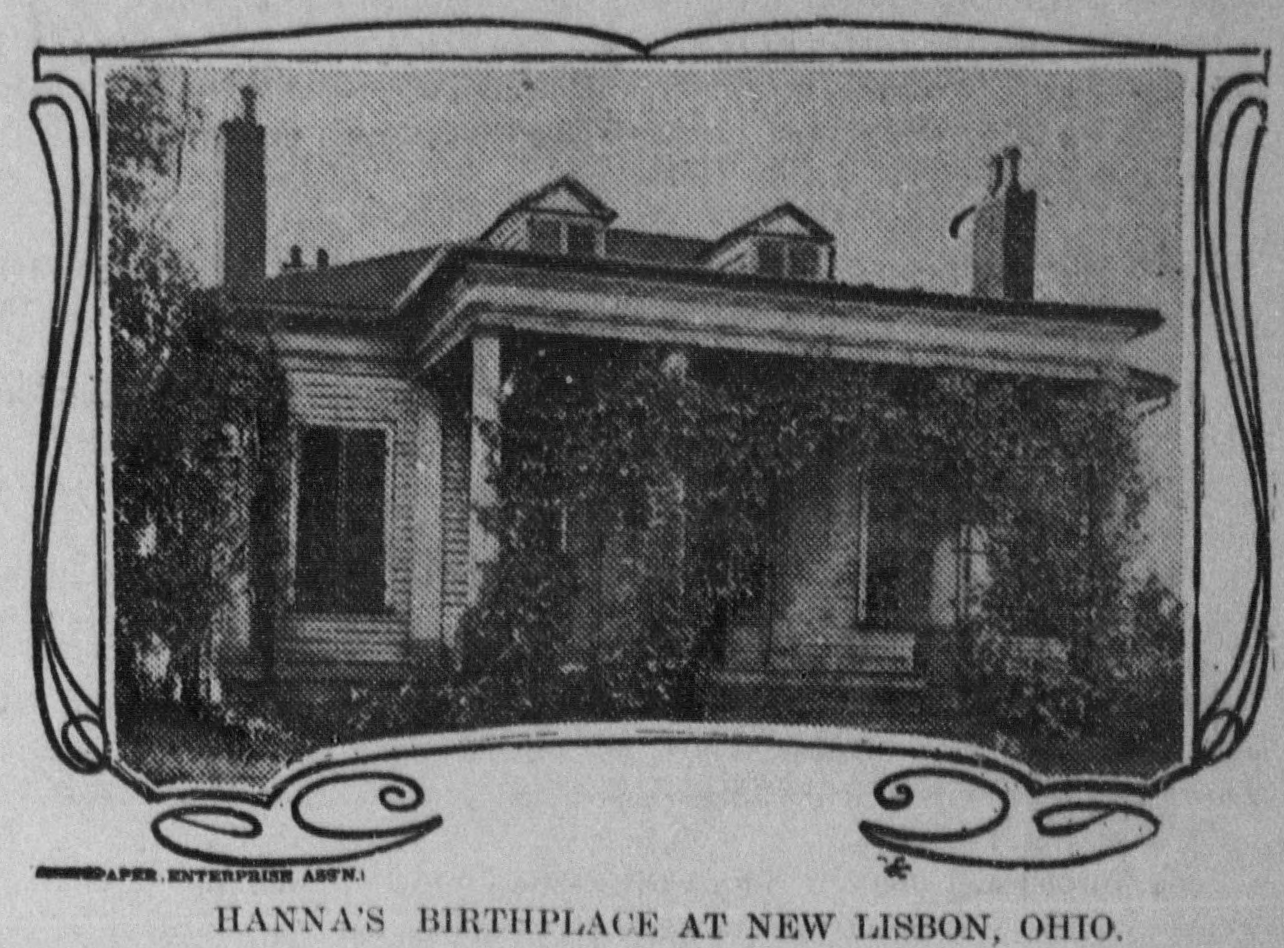
汉纳的出生地

1837年9月24日，马库斯·阿朗佐·汉纳在俄亥俄州哥伦比亚纳县的新里斯本（New Lisbon，现名“里斯本”）出生，他的父亲叫伦纳德·汉纳（Leonard Hanna），母亲叫萨曼莎·汉纳（Samantha Hanna）。马库斯的爷爷本杰明·汉纳（Benjamin Hanna）有苏格兰和爱尔兰血统，是贵格会教友，在新里斯本经营商店，身家非常富足。伦纳德是哥伦比亚纳县的医生，但因骑马时意外导致脊椎损伤，他之后也进入家族企业“、和·汉纳”（B., L., and T. Hanna），该公司至今仍是杂货及各类制品大型经济行。萨曼莎的娘家姓叫康沃斯（Converse），有英格兰血统，可能还有爱尔兰和法国雨格诺派血统，父母在她11岁那年就从佛蒙特州启程前往西部旅行。
据叔叔克西·汉纳（Kersey Hanna）介绍，马克小时候长得“矮小、结实、棱角分明，整体轮廓饱满圆润”。马克起初在当地公立学校求学，课堂设在长老会教堂的地下室。他还参加当地孩童的辩论会，在论断黑人是否比印第安人更有理由感到不满时从肯定立场赢得辩论。

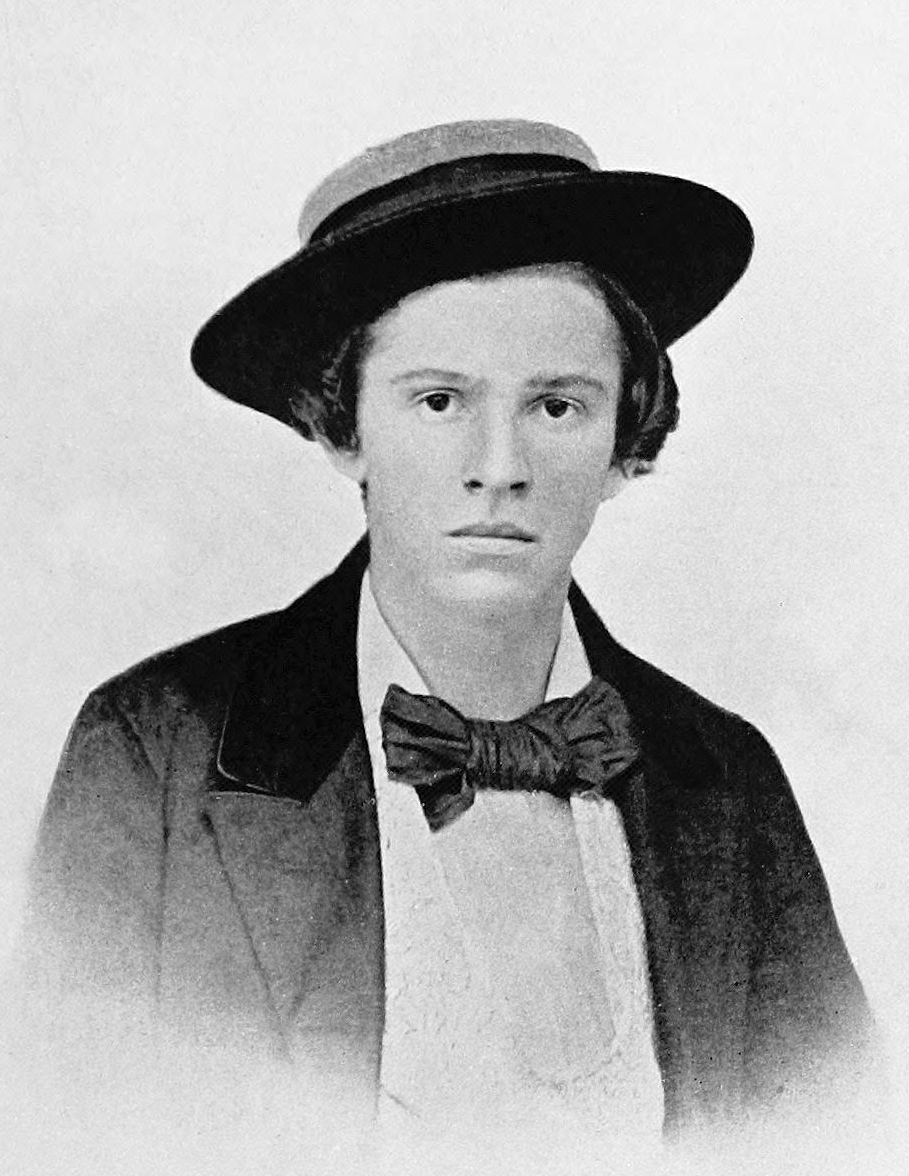
童年时期的汉纳

汉纳家族的多名成员曾投资在新里斯本修建运河，此举能够大幅缩短当地到俄亥俄河的行程。项目此后以惨败告终，家族为此损失大笔资金，大部分成员于是在19世纪50年代初离开新里斯本。伦纳德同兄弟罗伯特（Robert）合伙，开始在克里夫兰经营杂货店，马克也在1852年同家人迁居该市。接下来马克先后进入多所公立学校就读，其中包括克里夫兰中央高中，和约翰·戴维森·洛克菲勒是同学。1857年高中毕业后，汉纳进入凱斯西儲大學，但因推动他人一起嘲笑学校某个严肃仪式而被开除。离开学校后，他在家族企业中从事各种工作，从最基层开始一步步学习。

## 内战经历
内战爆发之际，汉纳已成为家族企业的重要成员。他的父亲因脊椎损伤并发症病倒，于1862年12月15日去世，但汉纳在父亲离世前就已成为企业合伙人。
由于父亲卧病在床，自己身上又需背负企业经营的许多责任，汉纳无法抛下家庭加入北军，所以只能聘请他人替代入伍。不过，汉纳还是成为佩里轻步兵队员，该团隶露国民警卫队，其中大部分成员是克里夫兰的商界后生。1864年，佩里轻步兵队经集结重组成俄亥俄州第150步兵团，赶赴哥伦比亚特区附近的史蒂文斯堡（Fort Stevens）充当守军，保卫首都安全。在此期间，由于邦联将领具伯·尔利佯攻特区，轻步兵队还短暂进入战斗序列。不过，身为部队少尉的汉纳此时正受命护送一名军人的遗体返回俄亥俄州，所以没有参与实战。1864年8月，第150步兵团解散。

## 战后经历

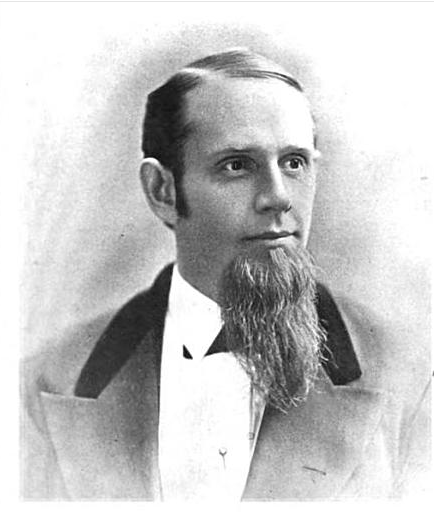
1877年左右的马克·汉纳

汉纳早在进军服役前就已对夏洛特·奥古斯塔·罗兹（Charlotte Augusta Rhodes）钟情，两人于1862年相识，当时她刚离开女子精修学校。罗兹的父亲丹尼尔（Daniel Rhodes）是民主党积极分子，同伊利诺伊州联邦参议员、在1860年总统大选中落败的民主党候选人史蒂芬·A·道格拉斯是远门亲戚。汉纳在这场大选中支持共和党候选人、伊利诺伊州联邦众议员亚伯拉罕·林肯，这令丹尼尔颇为不满，但他最终还是接受了这位年轻人，马克和夏洛特于1864年9月27日结为连理。
19世纪50至60年代正值克里夫兰高速发展时期，这里从湖畔小镇逐渐成长为五大湖地区的商业重镇，同俄亥俄州南部城市辛辛那提相比也不遑多让。1865年内战结束后，汉纳走上自己的创业之路。他预见石油产品的需求会显著上升，所以建成一家炼油厂，同时还用钱投资五大湖快速船运项目。但是，两个项目不久都毁于事故，而且汉纳没有为其投保，损失之大导致他濒临破产。据为汉纳立传的赫伯特·克罗利（Herbert Croly）记载，汉纳“经商的前九年除了经验外几乎一无所获”。汉纳的发展潜力得到岳父赏识，后者于1867年让女婿成为旗下公司的合伙人并很快退休。这家名为“罗兹公司”（之后更名“M·A·汉纳公司”）的企业主要经营煤炭和钢铁，但在汉纳的推动下，公司业务范围朝许多领域扩展。罗兹公司同多家铁路公司来往密切，并且大部分货物运输业务都由宾夕法尼亚铁路承接。汉纳此后还成为两家铁路公司的总裁，其中一家拥有宾夕法尼亚铁路的固接专线。
汉纳在1868年总统大选中支持共和党候选人，前北军将领尤利西斯·辛普森·格兰特。内战期间发行的绿钞导致极其严重的通货膨胀，令罗兹公司在同当时成立不久的加拿大联邦交易时处于不利境地，交易商户将一美元纸币等价35美分黄金。汉纳期望格兰特当选后出台措施，恢复纸币的全部价值。罗兹公司还修建大量船只，并从各种类型的业务往来中获利，然后投入到罗兹蒸汽船项目。汉纳还买下克里夫兰的歌剧院，令当时已无法支付全额租金的歌剧院能够继续经营下去。
汉纳在格兰特的第一个总统任期里开始涉足政治，起初他只关注地方政治，赞助竞选市级和凯霍加县公职的共和党候选人。1869年，汉纳入选克里夫兰教育委员会，但因需花大量时间到各地出差，他所出席的委员会会议还不到一半。1873年，由于对当地爆发的丑闻和党魁产生的影响不满，汉纳同其他共和党人选择在市长选举中支持提出改革议程的民主党候选人。

## 1880至1888年，在总统大选中崭露头角

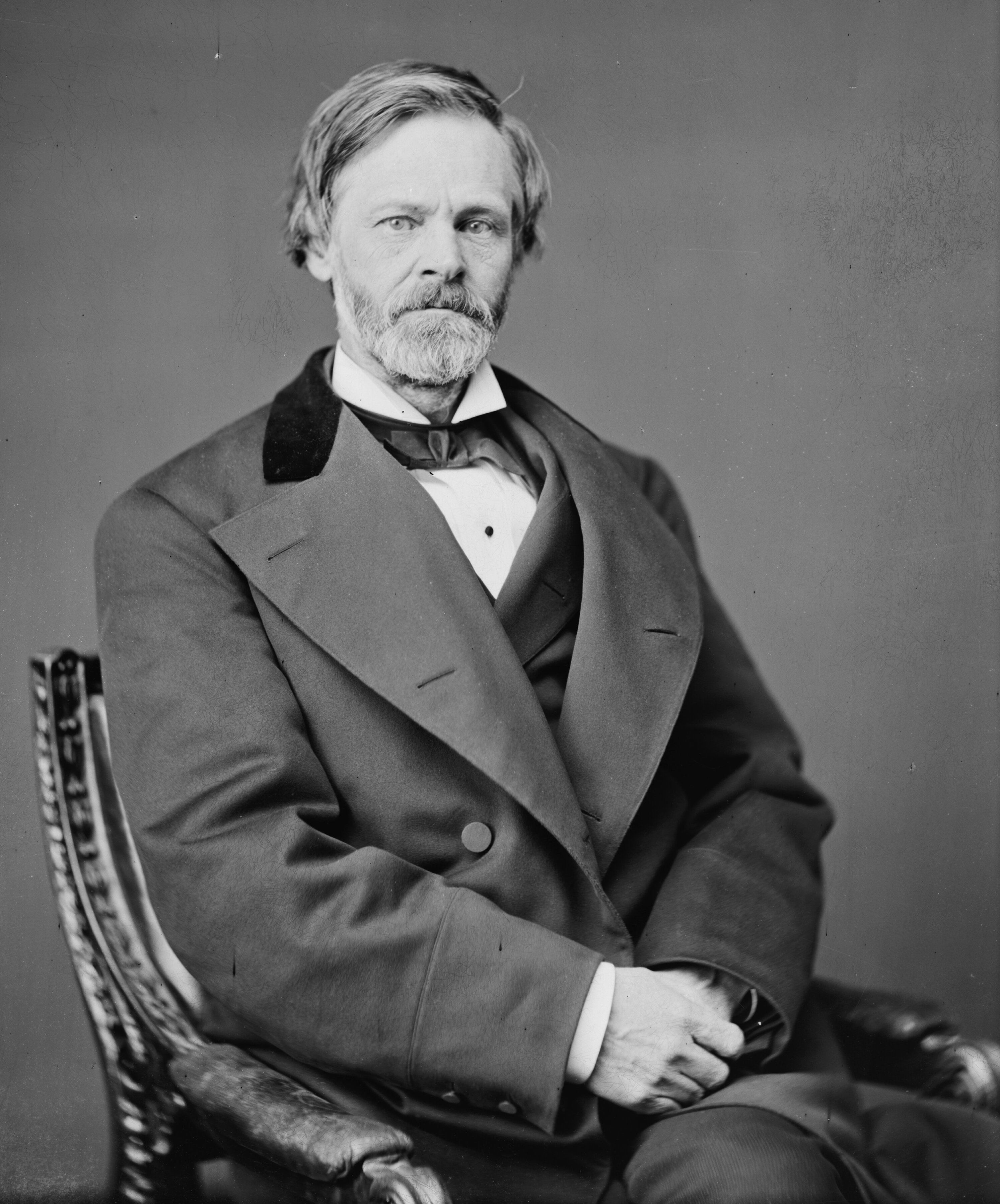
结识麦金莱以前，汉纳曾试图将约翰·舍曼（图）送上总统宝座

1880年，《克里夫兰先驱报》（The Cleveland Herald）成为汉纳商业帝国的组成部分。正在克里夫兰经营共和党报纸《克里夫兰领袖》（The Cleveland Leader）的埃德温·考尔斯（Edwin Cowles）对此极为不满，此后五年都在报上极力抨击汉纳，直到后者把报业转卖为止。曾为汉纳撰写传记的威廉·霍纳（William T. Horner）表示，这一事件是汉纳媒体负面形象的开始，并在十余年后经威廉·赫斯特旗下报业进一步推动。考尔斯的报纸还对汉纳展开人身攻击，戏称他是“马库斯·奧列里乌斯”（近似马尔库斯·奥列里乌斯），考尔斯此举只是因为两个名字的发音接近，同这位罗马帝国君主的良好声誉毫不相干，这个绰号之后也伴随汉纳终身。
1880年大选临近之际，在任共和党总统拉瑟福德·伯查德·海斯无意竞选连任，经过提名大会上创纪录的36轮投票，共和党人推举俄亥俄州联邦众议员詹姆斯·艾布拉姆·加菲尔德作为党派旗手。加菲尔德参加提名大会时本是俄亥俄州同乡、联邦财政部长约翰·舍曼的竞选经理，与会代表对他提名舍曼的演说留下深刻印象，决定推举他出马竞选总统。汉纳没有出席此次大会，但在这年秋季的大选竞选期间非常活跃。他推动建立商人筹款俱乐部，为加菲尔德竞选期间的私人开销筹集资金。加菲尔德没有前往全美各地竞选，而是留在位于莱克县门托市的家中接待来访者，所以经常需要招待宾客。1904年汉纳去世后，他的联邦参议员席位由查尔斯·迪克（Charles Dick）继任，据迪克表示，汉纳在加菲尔德当选过程中所起的作用和别的任何人一样，并没有什么特别值得一提的地方。
据克罗利记载，汉纳在此次竞选期间主要负责邀请前总统格兰特和纽约州联邦参议员罗斯科·康克林（Roscoe Conkling）前来俄亥俄州同加菲尔德见面。克罗利认为，正是在汉纳的努力下，属激进派共和党人的格兰特和康克林才同意前来门托市与属温和派系的加菲尔德面谈。此外，格兰特也曾在提名大会上争夺党派提名，但派系未能取得足够支持，所以他前来门托也就成为党派团结的重要标志。不过，霍纳认为克罗利的记载可信度存疑，觉得格兰特的此项决定同汉纳无关。加菲尔德提倡公务员体制改革，这一立场同认为应该以公职奖励竞选工作人员的汉纳相左。虽有部分观点不一，但汉纳还是极力支持俄亥俄州老乡加菲尔德，共和党候选人最终在11月的普选中以微弱优势战胜同样曾是内战将领的温菲尔德·斯科特·汉考克。汉纳为筹集资金做了大量工作，在全州各地游说企业主慷慨解囊，赞助加菲尔德的竞选。
汉纳没有在加菲尔德政府寻求一官半职，对此霍纳认为汉纳在竞选期间的贡献已经足以要求回报，估计他是因为同新任总统存在政见分歧而没有提出。加菲尔德仅上任六个月后就被刺杀，汉纳在尸体送达克里夫兰后接手，安排葬礼相关事宜，将之下葬在克里夫兰湖景公墓，20余年后，汉纳自己也长眠于此。

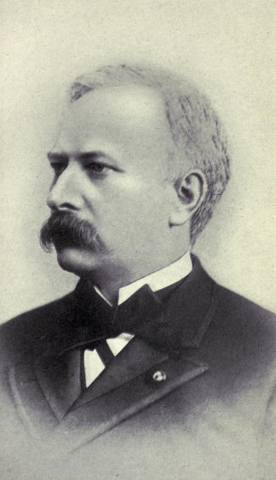
约瑟夫·福勒克

1884年，汉纳试图成为共和党全国大会的与会代表，希望能在会上支持正担任联邦参议员的舍曼竞选总统。继任加菲尔德总统职务的前副总统切斯特·艾伦·阿瑟出马竞选连任，但遭到部分共和党人反对。舍曼支持金本位，并且努力解决商业面临的问题，同时还是俄亥俄州人，这都是汉纳支持他的重要原因。考尔斯等人在地方共和党会议上反对汉纳作为全国大会代表，但后者还是在州共和党大会上当选俄亥俄州代表，与正式的代表团相比，州代表在全国大会上没有表决权。汉纳在全国党代表大会上与其他没有表决权的俄亥俄州代表一起支持舍曼。前辛辛那提法官约瑟夫·福勒克是同汉纳站在同一战线的州代表，之后20年间，他在俄亥俄州乃至全国政坛风生水起。事实证明，俄亥俄州代表团内部存在严重分裂，其中部分支持舍曼，还有派系支持缅因州联邦参议员詹姆斯·G·布莱恩。福勒克向大会举荐舍曼的演说引得各州代表一致好评，汉纳也努力为舍曼争取支持，但布莱恩还是轻松胜出。由于共和党候选人中没有俄亥俄同胞，汉纳在这年竞选期间的表现不及1880年积极，布莱恩最终在普选中不敌民主党对手，纽约州州长格罗弗·克利夫兰。
克里夫兰上任后，汉纳继续经商，为再度支持舍曼参选做准备。虽然两人直到1885年才首次见面，但他们很快就成为朋友。经克利夫兰总统指派，汉纳成为联合太平洋铁路董事（当时该公司的企业董事会是由政府任命），这很可能是因为参议员舍曼的举荐。联合太平洋铁路总裁查尔斯·弗朗西斯·亚当斯（Charles Francis Adams）对汉纳的工作赞不绝口，汉纳对煤炭业务的了解也令他成为董事会煤炭事务委员会的负责人。1885年，福勒克出马竞选俄亥俄州州长并胜出，又于1887年赢得连任，汉纳在两次竞选期间都是重要的竞选顾问和筹款人。

## 1888至1896年，成为麦金莱的拥趸

### 早期关系

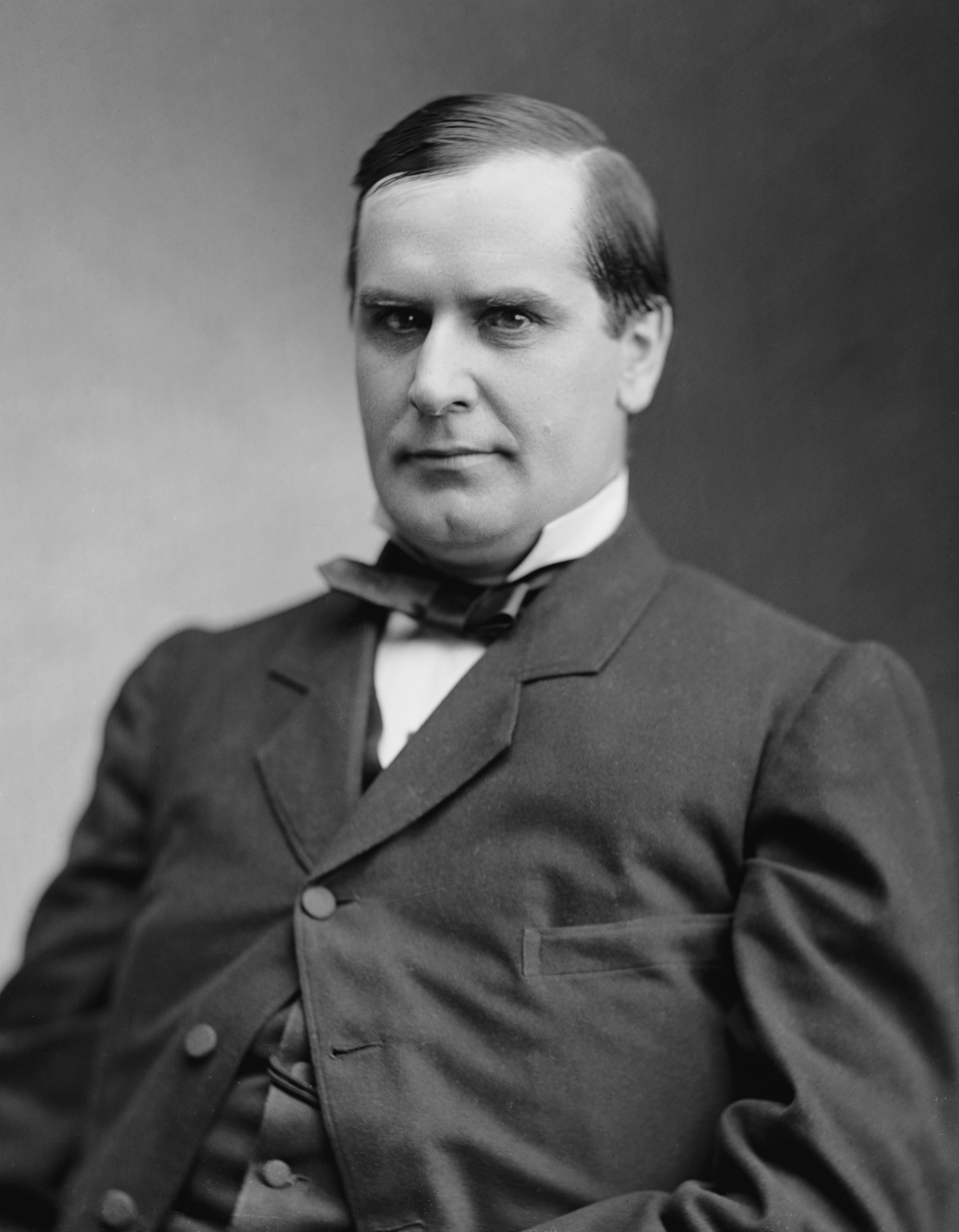
19世纪70年代的威廉·麦金莱

威廉·麦金莱同马克·汉纳初次见面的确切时间尚无定论，两人之后都记不得第一次碰面是什么时候。麦金莱曾于1896年称，他和汉纳的友谊已经持续20余年；汉纳则在经过思考后表示他是在1876年以前结识麦金莱。据麦金莱的传记作家·韦恩·摩根（H. Wayne Morgan）记载，两人可能早在1871年就已见过面，只是当时都没给对方留下什么印象。
1876年，身为律师的麦金莱成为多名暴乱煤矿工人的法律代表，这些工人是因矿主企图削减薪资而罢工并发起暴动，汉纳便是受到暴动影响的矿主之一。州长拉瑟福德·伯查德·海斯召集的民兵一度朝罢工者开火，后有23名矿工被捕后送到俄亥俄州坎顿受审。麦金莱在内战期间官拜少校，坎顿则是他的家乡，当地人经常称他“麦金莱少校”。他接受劳工聘请为他们辩护，最终只有一人被法院定罪。麦金莱在这场诉讼中的表现为他赢得民主、共和两党劳工阶层的感激，他于同年当选联邦众议员。据汉纳之后回忆，麦金莱进入国会后不久，两人就成为亲密的朋友，这份友谊之后每年都结出丰硕的果实。
汉纳卖掉《克利夫兰先驱报》后，考尔斯不再处处与他为敌，汉纳于是轻松当选1888年共和党全国大会的地方代表。州长福勒克和联邦众议员麦金莱都是大会上的州代表。舍曼的许多竞选活动安排都是由汉纳资助，外界广泛视他为舍曼的竞选经理。舍曼依照当时的传统留在哥伦比亚特区，没有出席在芝加哥召开的提名大会。当时有大量媒体传言，称身为舍曼支持者的福勒克可能参选，如果布莱恩再度参选，福勒克则会支持他。提名大会一度陷入僵局，舍曼虽然处于领先位置，但幅度尚不足以获得提名。据汉纳传记作者托马斯·比尔（Thomas Beer）记载：

1888年共和党大会上发生的一件事让马库斯·汉纳看到麦金莱少校身上的闪光点。来自全国各地的代表在会上向他（指麦金莱）示好，建议他亲自入场争夺党派提名，但麦金莱态度坚决地拒绝了。既然来的时候承诺会支持约翰·舍曼，他就会做到……这让汉纳先生对麦金莱少校深感钦佩，他（指汉纳）打心眼儿里佩服那些即便风头不对，也依然会坚守承诺的汉子。

虽然麦金莱没有参选，但还是有少数代表把票投给他。会上的情形让汉纳确信，如果一定要有一名俄亥俄老乡赢得党派提名，那这个人只可能是麦金莱。汉纳为此拍电报向舍曼暗示最好是退出竞争，把机会让给最有望登上总统宝座的联邦众议员麦金莱。舍曼觉得将来自己再也不会有这么大的胜算，所以没有同意，汉纳接受舍曼的决定，直到最后都还在为对方极力争取。与会代表一度听到传言，称布莱恩可能宣布参选，福勒克于是表示愿意支持布莱恩。此举表明俄亥俄州共和党内部存在分裂，对舍曼的胜算构成重大打击，最终获得大会提名的是生于俄亥俄州的印第安纳州联邦参议员本杰明·哈里森。在此期间，麦金莱一直坚守支持汉纳的承诺，甚至拒绝考虑参选，这令汉纳非常欣赏。虽然福勒克在布莱恩拒绝参选后表示依旧支持舍曼，但汉纳始终没有原谅这种在他眼中形同背叛的作为，两人分道扬镳、相互憎恶，俄亥俄州共和党也相应分裂成两大派系，直至1904年汉纳辞世后才逐渐愈合。福勒克曾在回忆录中表示，两人的裂痕是从1888年汉纳收买来自南方的黑人代表开始。但俄亥俄州报纸发行商··莫罗（J. B. Morrow）并不认同这一说法，称“我就在1888年的大会现场，我知道参议员福克勒在秘密地同布莱恩先生的朋友们合作，此举对于俄亥俄州人民来说无疑是天大的丑闻……汉纳先生则是对他眼中福勒克参议员这种背信弃义的行径感到出离愤怒。”另据霍纳记载，随着时光的流逝，福勒克对与汉纳关系恶化一事越来越感到耿耿于怀，觉得要不是因为这起风波，当上总统的很可能是他而不是麦金莱。
汉纳为哈里森的竞选活动筹得大笔资金，后者虽然是印第安纳州参议员，但毕竟生于俄亥俄州。赢得普选后，哈里森没有用任何政治酬庸权报答汉纳，汉纳则在哈里森获胜后决定一定要把俄亥俄州同乡送上总统宝座。考虑到哈里森很可能会竞选连任，得到1892年的共和党提名，所以下一次机会至少要到1896年，届时舍曼会有73岁高龄，已经不适合再出度出山竞选总统。汉纳钦佩麦金莱的品行，两人在许多政治问题上的立场接近。从1888年开始，两人的关系日趋密切。据为麦金莱立传的玛格丽特·利奇（Margaret Leech）记载：
汉纳选择通过麦金莱施展抱负，决心把他送上总统宝座，这样的决定并非完全出自理性，很大程度上受到情绪的影响，仿佛是被磁化了一般。汉纳对当代政治抱持愤世嫉俗的态度，所以愿意追随麦金莱的理想主义原则，就像这世上刚强的男子迷恋处女的纯真般（稀松平常）。

不过，另一位曾编撰汉纳传记的作家克拉伦斯·斯特恩（Clarence A. Stern）认为，虽然汉纳对麦金莱忠于舍曼之举感到钦佩，但真正令他下决心为麦金莱的事业添砖加瓦的还是后者同他一样支持高额关税的政治立场。
汉纳与包括联邦众议员本杰明·巴特沃思（Benjamin Butterworth）在内的盟友一起反对福勒克1889第二次竞选连任。福勒克虽然赢得提名，但在普选中失利。1889年11月，汉纳前往哥伦比亚特区，为麦金莱竞选联邦众议院议长造势，但两人的初次合作以失败告终，最终当选的是缅因州共和党联邦众议员托马斯·里德（Thomas B. Reed）。
1890年，麦金莱在竞选连任联邦众议员的选举中落败，但这并非他从政生涯的重大失利，这不但是由于民主党之前以杰利蝾螈手段重划选区，还因为麦金莱此前在国会背书的关税法案在提高关税同时导致商品价格大幅上涨，引起选民反弹，所以他基本上毫无胜算。1891年，麦金莱成为俄亥俄州共和党竞选州长的一致人选。由于此次麦金莱胜算极大，基本不需要汉纳花费多少精力，因此后者把大部分时间花在确保舍曼获得州议会支持连任联邦参议员上（1913年联邦宪法第十七条修正案通过前，各州联邦参议员由州议会选举产生）。为了筹集竞选经费，汉纳甚至从俄亥俄州赶往纽约州和艾奥瓦州，虽有少量资金之后给了麦金莱，但绝大部分还是流入俄亥俄州共和党委员会。
虽然麦金莱于1891年赢得州长席位，共和党人也在同年取得州议会的主控权，但这并不能确保舍曼取得连任，因为福勒克有意争夺议席。为了让舍曼在州共和党核心成员中拥有足够份量支持，进而确保在州议会选举中胜出，汉纳发挥了至关重要的作用。他聘请侦探寻找那些躲藏起来、估计已是福勒克支持者的议员，然后想方设法说服他们转为支持舍曼。斯特恩对此表示，福勒克在这场选举中失利，“很大程度上应当归因于汉纳的努力。”对于共和党来说，1891年本是诸事不顺，但麦金莱却能在这样的年景下赢得州长席位，这也让他来年竞选总统成为可能。汉纳这年参与的两场重要选举（麦金莱和舍曼）都以胜利告终，这也令他成为俄亥俄州政坛的重要力量。汉纳对哈里森颇有心结，很可能会反对总统竞选连任，为了压制这种威胁，哈里森任命汉纳出任共和党全国委员会司库，汉纳不希望因此而需听命于总统，所以拒绝受命。

### 参选前的准备

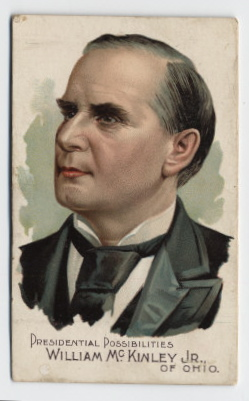
虽然1892年时麦金莱没有参选，但杜克烟草公司还是认为他有当上总统的潜力，还专门为此发行过卡片。

麦金莱和汉纳早在1892年就开始为四年后的竞选活动作准备。查尔斯·迪克在回忆麦金莱当时邀请他出任俄亥俄州共和党委员会主席时称：

我先是见到麦金莱州长，他敦促我接受任命，还要去见汉纳先生，于是我第二天就同汉纳见面。之所以这么着急，是因为他们俩都觉得，竞选活动应该从1892年开始一直持续到1896年，根本目标是确保麦金莱1896年获得提名。

事实证明，哈里森当上总统后即便是在共和党内也不受待见，所以早在1892年初，党派内部就已开始探讨麦金莱出马竞选总统的可能性。哈里森觉得麦金莱绝不可能站出来反对他，但人称“十二使徒”的几名总统政治经理对此将信将疑。他们安排麦金莱在明尼阿波利斯举行的提名大会上担任常任主席，以便在州长走上讲台时近距离观察。结果他们发现，麦金莱每次一开口，就有许多代表向他大声欢呼，他的主题演讲更是在现场引起热烈掌声。不过，这种人气热潮并未在接下来与会代表的投票中持续，哈里森的支持者自始至终控制着提名大会。为了进一步激发拥护麦金莱的热潮，汉纳还向多个州的代表团争取支持，结果表明许多代表都愿意支持麦金莱，只是不会在首轮就把票投给他。福勒克和汉纳此时暂且放下分歧，一起支持麦金莱。汉纳本期望避免哈里森在首轮投票就奠定胜局，但“十二使徒”还是成功确保总统一开始就取得过半代表支持，赢得党派提名。麦金莱在会上从未宣布参选，但还是有部分代表把票投给他，最终得票率位居第三，除哈里森外仅次于已宣布无意参选的布莱恩。虽然提名大会以哈里森获胜告终，但麦金莱宣布休会后却被支持者从会场扛上肩，一直送到他下榻的酒店。据摩根记载，许多与会代表都对麦金莱1896年再来争夺提名充满期待。
哈里森及其拥趸对麦金莱坚持不参选的品行不以为然，觉得他早在1888年就可以参选，但却直到1892年都没有采取行动。汉纳对此在信中称，“我认为州长麦金莱现在的地位完全是实至名归……明尼阿波利斯提名大会上的所有情况都表明，州长麦金莱正处在未来发展最具希望的时刻。他以耐心、操守和个人魅力赢得所有人的爱戴和尊重。”麦金莱接下来依然忠实地为总统竞选，但哈里森在11月的普选中不敌前总统克利夫兰，麦金莱的秘书查尔斯·鲍赛尔认为州长“注定要获得总统候选人提名，这年（共和党）的失利正说明下次他就会当选。”
哈里森总统在离任之际祝福美国繁荣发展，但只到了1893年5月，就有许多美国人因经济形势不稳而把资产变换成黄金，股市已经崩盘，还有众多企业破产，随之而来的经济衰退人称1893年大恐慌，麦金莱在扬斯敦的朋友罗伯特·沃克（Robert Walker）也于这年陷入资不抵债的境地。麦金莱此前曾和沃克一起签下总额1万7000美元的本票，沃克在此期间欺骗身为州长的麦金莱，称这笔债务只是以前的老债务续约，麦金莱信以为真，为朋友担起回款责任，但没想到债务总额竟超过13万美元，已经超出他的经济能力。沃克破产后，麦金莱一度计划辞去州长职务，重新做回执业律师攒钱还债。危机爆发时汉纳不在俄亥俄州，麦金莱一度感叹“真希望马克在这儿。”最终，汉纳在得知情况后与其他多名金主及时伸出援手，付清各项欠账。麦金莱起初不愿接受这样的馈赠，最终他同意接受帮助，但除偿还费用外不会给予借款人任何回报。麦金莱和夫人艾达还坚持把拥有的财产抵押给这些支持者托管。汉纳及其同僚在向企业主和公众筹款方面非常成功，1901年麦金莱去世后，没有任何人声称总统尚有欠款未缴清并要求赔付。麦金莱还请求伸出援手的托管人留下姓名，以便将来偿还款项，但这些金主都不同意。这个小插曲令麦金莱更得民心，许多美国人都在这起经济危机中身陷困境，所以对俄亥俄州州长的处境感同身受。
1893年，麦金莱在州长选举中轻取对手获得连任。俄亥俄州此时经济状况恶劣，但这并未影响州长的人气，他还在全美各地为各个选举中的共和党候选人摇旗呐喊。两届州长任期结束后，麦金莱遵循传统，不再谋求连任，于1896年1月返回坎顿老家，受到当地的热烈欢迎。坎顿的《信息报》在文章中称：“现在，他就只是坎顿普普通通的麦金莱先生而已，但等着瞧吧。”1895年，汉纳将名下多家公司的管理权移交兄弟伦纳德（Leonard），以便全身心投入麦金莱的竞选工作。汉纳对此非常有信心，他在竞选活动开始时就宣称，除了奇迹或死亡，没有任何事情能阻止麦金莱在1896年得到党派提名。

## 1896年的竞选活动

### 提名麦金莱
1895年，汉纳离开俄亥俄州，在乔治亚州托马斯县县城托马斯维尔租了套房，自称不喜欢北方的冬季。同年初，麦金莱和夫人一起抵达托马斯维尔与汉纳会合（此时他的州长任期尚未结束），之后又在1896年冬再度来到托马斯维尔。对于麦金莱来说，在这里度假不但可以避开针对政治动机的质疑，还能同包括黑人在内的众多南方共和党选民见面。虽然南方很少有共和党人在地方选举中取胜，但他们还是能够选派出相当数量的代表参与党派全国大会。
1895年，汉纳前往东部同宾夕法尼亚州联邦参议员马修·奎伊（Matthew Quay）、纽约前联邦参议员托马斯·普拉特（Thomas Platt）等党魁会面，再在返回坎顿后告诉麦金莱，各地党魁愿意支持他获提名，但前提是麦金莱需承诺把各州政治酬庸的权力交给他们。麦金莱不愿同这些人交易，希望能不靠关系求得提名，汉纳虽然觉得这样做的难度会大得多，但还是决心办到。
历史学家·哈尔·威廉姆斯（R. Hal Williams）用这样的话总结麦金莱和汉纳的关系：

麦金莱和汉纳形成颇有成效的组合。少校负责指挥、敲定总体战略，拍板议题和方案。他（指麦金莱）强调理念……汉纳（则在麦金莱身后）组织、建立同盟，完成那些麦金莱不懂并且也没有精力去跟进的工作。最重要的是，他们都秉持汉密尔顿式经济理念，崇尚工业主义、中央集权和资本主义扩张。这种信念在1896年总统大选中凯旋，是这场选举之所以如此重要的根本原因之一。

1896年共和党全国大会于这年6月在圣路易斯举行，汉纳在此前的几个月里就建立起竞选团队并支付各项费用，尽量像经营企业一样公事公办地处理竞选事务。汉纳同克里夫兰老家的许多政治家面谈，并付款将麦金莱的演讲印成数以千计的宣传册，还向全国各地运送大量麦金莱的竞选海报、徽章和钮扣。新罕布什尔州联邦参议员威廉·钱德勒（William E. Chandler）对此评价：“如果汉纳先生像在阿拉巴马州那样覆盖全美所有选区，麦金莱就会得到提名。”
前总统哈里森一旦参选就必然会是麦金莱争夺共和党提名的最大对手，但他在1896年2月表示无意第三度加入总统大选。东部多名党魁在此前向汉纳提出的交易遭拒后对麦金莱充满敌意，他们决定鼓励各州自行推荐候选人并为其争取支持，力阻麦金莱得到党派提名，希望借此迫使麦金莱让步，承诺政治恩惠换取支持。这些人支持的候选人包括马修·奎伊、纽约州州长兼前副总统列维·莫顿，以及即将当上联邦众议院议长的缅因州议员托马斯·布拉克特·里德（Thomas Brackett Reed）。汉纳于是投入大量时间在里德出身的新英格兰削减后者的支持率，还在宾夕法尼亚州建起“麦金莱俱乐部”，迫使奎伊花费时间和金钱加固自家基地。
伊利诺伊州成为挫败党魁推举各州候选人战略的关键战场。当时从内布拉斯加州迁居芝加哥不久的青年银行家、企业家查尔斯·盖茨·道斯是麦金莱的支持者（30年后他还在卡尔文·柯立芝治下出任副总统），他和汉纳密切合作，努力促使该州多个选区及州共和党大会选出支持麦金莱的代表，汉纳还依靠道斯的人脉确保芝加哥商界人士的支持。虽然受到伊利诺伊州共和党政党机器的排挤，但道斯和汉纳还是令麦金莱赢得该州绝对多数代表支持，这样俄亥俄州州长在全国大会上就已拥有强大的优势。威廉姆斯对此有这样的描述：“早在1896年3月时，（麦金莱的）花车就已变成压路机（指势不可挡）。”
随着共和党全国大会临近，各方记者惊觉麦金莱很可能会拿下共和党提名。倾向支持民主党的报社于是派出记者赶赴坎顿，希望挖出麦金莱的黑历史，这其中又以威廉·赫斯特旗下的《纽约新闻报》最为突出。但是，麦金莱无论私交还是政治上都一向有注重诚信的名声，即便是少数私人仇敌也对他颇有好评。麦金莱曾在1893年陷入经济困局，这也是他人生经历中少有的污点之一，报上于是刊出文章，意指麦金莱如果当上总统，就会沦为当年救他脱困金主的棋子。麦金莱的部分朋友也被波及，但媒体对芝加哥出版商赫尔曼·亨利·科尔萨特（H. H. Kohlsaat）和麦金莱从事执业律师工作时的老友、法官威廉·R·戴的攻击并没有对选民产生什么影响，这些报纸于是又把矛头转到汉纳身上。《纽约新闻报》称麦金莱的支持者是“辛迪加”，花费大笔金钱把州长送上总统宝座，然后就可以把总统作为棋子。该报记者阿尔弗雷德·亨利·刘易斯（Alfred Henry Lewis）一度声称汉纳等人把麦金莱当成桌上的扑克牌，随心所欲地操纵玩弄，这种说法一度引起广泛关注。
共和党全国大会在圣路易斯开幕后，各地党魁仍希望能以支持换取政治回报，但汉纳此时已成竹在胸，还有麦金莱在坎顿用电话表示支持，所以他没有接受党魁的要求。最终麦金莱经首轮投票就轻松获得提名，为了进一步加大胜算，他和汉纳选择共和党全国委员会副主席、来自美国东部新泽西州的前州议员加勒特·霍巴特作为副总统候选人。与会代表又正式提名霍巴特，汉纳则当选此后四年的共和党全国委员会主席。

### 货币问题，民主党提名

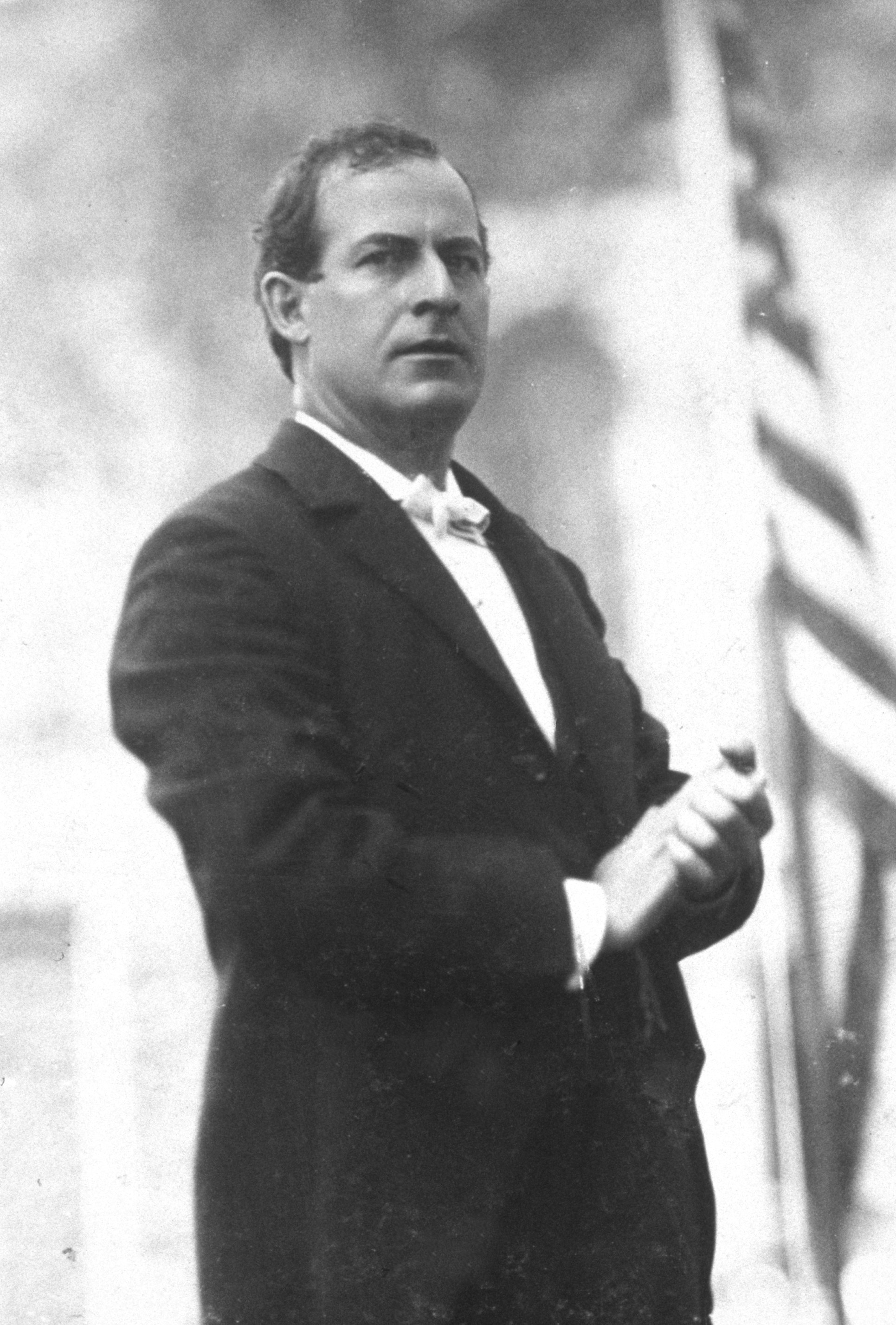
威廉·詹宁斯·布莱恩，摄于1896年竞选期间。

货币问题是1896年大选的重要议题。从1873年开始，美国就进入金本位时代，到了19世纪90年代，所有具备实际效力的货币政策都是围绕金本位展开，任何公民都可以将黄金交由政府化验后打造成硬币，只需支付少量费用弥补开支。白银此时虽然产量可观，但并不能直接转化成硬币，只能按市场价值出售。金本位在农业和矿业领域不得人心，因为有限的黄金也会限制货币供应量，给农业贷款和偿债造成困难。许多人因此倡导自由且无限制地铸造银币，认为此举可以加大货币供给，促使美国走出经济泥潭。但是，金本位的倡导者认为“自由铸造银币”政策（又称“金银复本位”）会引发通胀，对美国同金本位国家间的国际贸易产生不利影响。当时美国铸币局发行的一美元硬币只包含价值0.53美元的白银，如果施行自由铸造银币政策，任何人就可以用0.53美元的白银换回面值1美元的硬币，铸币局还不能收取化验和铸币的成本费用。
虽然举国上下争议不断，但麦金莱和汉纳最终都认定在党纲中明确表态支持金本位比对货币问题只字不提更为明智。麦金莱将呼吁维持金本位的政纲草案交给汉纳带往提名大会现场，后者成功在党纲中加入相应文段。面对这种情况，部分与会代表（其中绝大多数来自西部）选择离开大会现场并退出共和党。汉纳对此深感愤怒，他站到椅子上朝这些人大喊：“滚！滚！滚！”
麦金莱起初预计关税会成为竞选期间的重要议题，他本人就以支持保护主义闻名。1896年7月，民主党全国大会在芝加哥召开，最有望争得党派提名的是前密苏里州联邦众议员理查德·布兰德（Richard P. Bland）。静待民主党对手出现期间，麦金莱曾私下向坎顿的朋友威廉·R·戴法官谈起对全国各地热议自由铸造银币问题的看法，称货币问题显然已过分热炒，肯定不能持久，“再过30天你就再也听不到任何消息了。”之后当上国务卿和联邦最高法院大法官的戴对此回答：“我倒觉得再过30天，你耳朵里听到的就只剩下这个问题。”
内布拉斯加州前联邦众议员威廉·詹宁斯·布莱恩在民主党全国大会第三天走上讲台，是大会就党纲举行辩论期间最后一个上台演讲的代表。布莱恩在这场后称“黄金十字演讲”的演说中强烈谴责金本位严重伤害工薪阶层利益，呼吁民主党人积极反抗。民主党最终提名布莱恩为总统候选人，这令华尔街大为惊惧，呼应农业人口不满情绪而成立的美国人民党很快也提名布莱恩，党派随即走上解散之路。此时美国总统大选的竞选活动通常要到9月才真正开始，所以汉纳还计划休假，麦金莱则打算过个宁静的夏天。布莱恩的演说及随后获提名激起的强烈浪潮令两人措不及防，原本的计划也被打乱，汉纳于7月16日致信麦金莱，称“芝加哥的大会已经改变一切”。

### 普选竞选

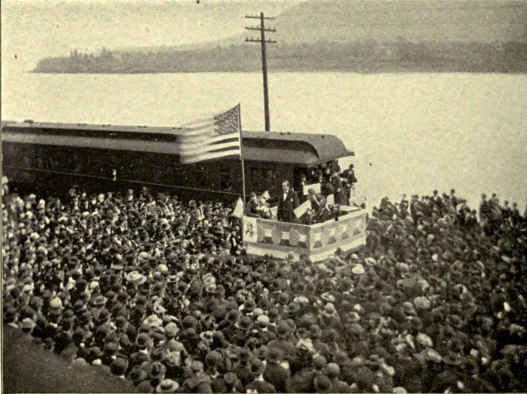
1896年大选期间，布莱恩在全美各地巡回演说，规模之大、演讲次数之频可谓史无前例。上图是他在俄亥俄州哥伦比亚纳县韦尔斯维尔向围观群众演说。

据霍纳记载，1896年时美国已深陷经济衰退，数以百万计的公民受到影响，“立场坚定的双方候选人为此展开言之有物的实质性政策辩论”。布莱恩的竞选活动资金有限，所以他自认争取选民支持的最佳方式就是面对面交流。为了达成这一目标，他乘火车前往全美各地，每到一地就停车鸣笛吸引当地居民围上前来，然后他就可以直接在火车上演说，即便经过大片民宅时没有停车演讲，火车上也会抛下政治宣传包裹以便当地分发。布莱恩这年大选期间巡回竞选规模之大、演讲频次之密，在美国历史上都是前所未有的。虽然汉纳急切地敦促麦金莱赶紧上路，但共和党候选人认定自己在政治演说上根本不可能做得像布莱恩一样好，所以决定采用前门廊竞选活动应战，留在坎顿老家接待前来拜访的支持者及各种团体。麦金莱的夫人艾达身有残疾，所以前门廊竞选活动还能突出候选人好丈夫的形象。
布莱恩宣扬的自由铸造银币运动赢得许多选民热烈回应，汉纳和麦金莱为此决定投入大笔资金向大范围地区选民宣传。共和党候选人的竞选团队有两个总部，位于芝加哥的总部由道斯执掌，纽约的总部则是汉纳的运作基地，他在这里的主要工作是争取纽约金融家的支持。汉纳的主要任务是筹集资金，包括道斯在内的其他竞选团队负责人则决定支出项目。虽然华尔街对布莱恩获提名颇感震惊，但汉纳这时在全美范围的知名度还不高，所以筹资工作起初进展缓慢。部分金主虽然反感民主党在货币问题上的立场，但也觉得布莱恩的倾向太过极端，麦金莱肯定会赢得大选，不需要再加入大笔投入。不过，随着布莱恩在举足轻重的中西部占据优势的报导浮现，再加上汉纳老同学约翰·戴维森·洛克菲勒的背书，华尔街巨头的态度逐渐回暖，洛克菲勒旗下的标准石油就捐出25万美元。从1896年7月下旬开始，汉纳的工作开始转机，逐渐了解汉纳和共和党候选人后，许多企业高管更愿意坐下来倾听汉纳等人的诉求，汉纳自己也拿出大笔钱财充当竞选经费。道斯用这些钱购买大量广告，印刷的宣传册和演讲稿有数亿份之多，源源不断地从芝加哥发出，并聘请数以百计的公共演说家到各地巡回演讲。

1896年10月，麦金莱在自家门前与前来致意的支持者合影。前排中间偏照片右侧、右手持礼帽者即为麦金莱。

据历史学家詹姆斯·福特·罗兹（James Ford Rhodes）记载，麦金莱“站在坎顿老家有前门走廊上向许多代表团体演讲，其中有些是自发前来，有些是事先安排。”任何团体都可以在书面告知后前来拜访麦金莱，部分代表团的人数有数千之多。只要可能，这些团体的领队会先行抵达坎顿同总统候选人商谈演讲细则，如果这点无法办到，那么团体抵达坎顿火车站时会有麦金莱的代表迎接，这位代表再同团体领队商谈演说内容，并出于切合竞选主题的需要作出微调，再由信使将结果提前传达给麦金莱，以便他有时间准备。有些代表团还送来礼品，竞选团体之后尽量物尽其用，但其中有四只分别名叫“麦金莱”、“马克·汉纳”、“共和党”和“保护主义”的老鹰之后只能赠送给当地动物园。

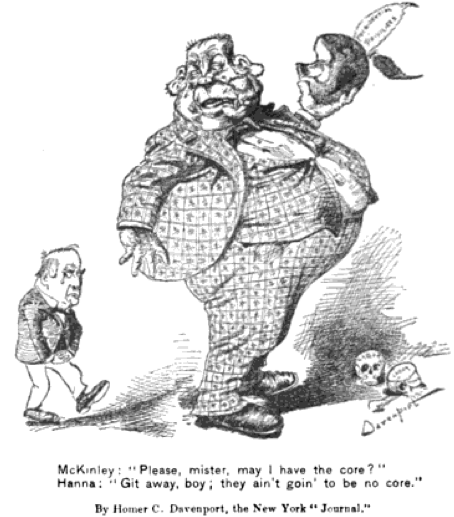
1896年霍默·达文波特创作的漫画，意指麦金莱只是傀儡，汉纳才是真正的总统。

布莱恩的诉求虽然一度引起热烈反响，但汉纳确信民主党的这股热嘲不能持久。这年7月，汉纳曾经一边拍桌子一边说：“他总是在谈论银币，这就是我们的突破口。”事实也证明他的论断，民意对自由铸造银币的热枕到9月时已经消退，布莱恩对此没有行之有效的替换方案。相比之下，汉纳和麦金莱确信对“稳健货币”的宣传已经生效，所以开始将重心转移到关税议题，麦金莱对门面草坪聚集的人群称：“我不知道你们是怎么认为的，我是觉得让美国工厂向美国劳工开放，比让美国铸币局向全世界的白银开放可强多了。”
竞选期间，倾向民主党的报纸、特别是赫斯特旗下报业一直对汉纳充满敌意，声称汉纳是大财团的代理人，麦金莱不过是他们的马前卒。这些报导和漫画导致很多公众在相当长的时间里一直觉得麦金莱实际上受到汉纳代表的大企业财团控制，身不由己。霍默·达文波特（Homer Davenport）为赫斯特的报社所绘漫画在塑造这种民意上特别有效，他经常以美元标记指代汉纳，笔下汉纳所穿西服通常也是以美元符号装饰。麦金莱曾于1893年身陷财务危机，这样漫画和报导中将他描绘成落入商人手中的无助孩童、在1896年大选中不过是商人傀儡的说法也就变得更有说服力。但历史学家斯坦利·琼斯（Stanley Jones）在研究1896年大选的著作中指出，
人们普遍抱持这种汉纳处于主导地位的印象，但这并非事实。虽然麦金莱的确把组织竞选这一极其复杂和艰巨的任务交给汉纳，并且在竞选事务上经常倾向接受汉纳的判断，但他依然在运筹帷幄整体战略和方针，所有重大决定都有他的批准。汉纳筹集资金、聘请人员、建立竞选总部、购买文献就像处理生意般公事公办，他对自己在这些领域的把握很有信心，但这从未影响麦金莱对整体政治战略的掌控。

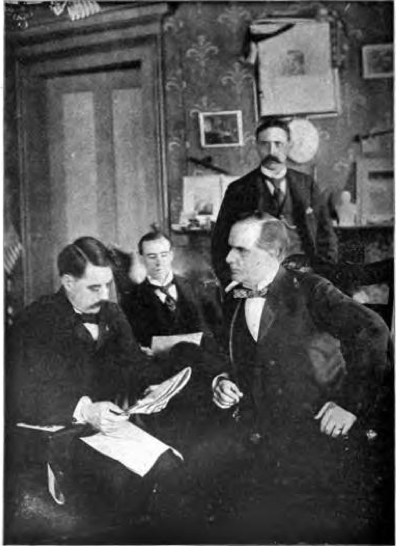
麦金莱（前排右侧）在位于坎顿家中的图书馆安排竞选活动

汉纳在筹款期间请求银行家和百万富翁捐出个人资产总额的0.25%，这样的筹款规模可谓前所未有，但基本理念并无特别之处。据克罗利在汉纳的传记中所述：“汉纳先生不过是把已经深植美国政治土壤的做法发扬光大，这些做法不但已成惯例，在他看来也很有必要。”在此以前，美国历史上最大规模的竞选筹资活动发生在1888年总统大选，选举主要围绕关税议题展开。竞选期间，代表哈里森的参议员奎伊曾向富商要求同汉纳八年后同样比例的捐助，哈里森的这次竞选一共筹得约180万美元。据1896年大选期间负责管理共和党竞选支出的道斯记载，汉纳一共为麦金莱的竞选活动筹得350余万美元，这其中还不包括各州及地方委员会所筹款项，也不包括实物捐赠及各代表团前来坎顿获得的火车票价折扣。这些票价折扣的幅度非常高，以致有评价讽刺称前往坎顿一游比待在家里更省钱。民主党竞选活动获得的赞助金额远远不及，赫斯特及《纽约新闻报》共为布莱恩的竞选活动捐赠4万1000美元，是民主党这年最大的金主之一，但同汉纳所筹金额相比只是九牛一毛。
十月下旬，汉纳致信哈里森，感谢对方在竞选期间提供帮助，“总体前景令人乐观，相信我们无疑会获胜。”11月3日（星期二）是1896年大选的选举日，各州选民纷纷前去投票。麦金莱最终赢得271张选举人票，远胜布莱恩的176张。民主党候选人在南部和西部绝大多数州取胜，只有加利福尼亚州和俄勒冈州例外。布莱恩还赢得故乡内布拉斯加州，以及邻近的堪萨斯州和南达科他州。麦金莱在美国东北部和中西部所有的州胜出，他希望打入民主党的南方票仓，但最终赢得的几个传统上民主党占优势的州都是边界州，包括特拉华州、马里兰州、西弗吉尼亚州和肯塔基州。共和党一共赢得51%的普选票，麦金莱因此成为格兰特将军当选后第一位赢得多数普选票的美国总统，双方的激烈选战令选民投票率达到79.3%。选举日当晚，汉纳从克利夫兰致电坎顿：“这种感觉实非言语所能形容……我（也）无意再发公报。经永远爱戴并信赖您的人民投票，您已当选为这片大陆上的最高长官。”
1896年11月12日，赢得选举的麦金莱致信汉纳，邀请他进入内阁任职。信中写道：
我们一起走过这场选举，我想在转向未来以前向您表达强烈而由衷的谢意，感谢您这么长时间以来一直如此慷慨而专注地为我工作，不知您在此以前是否也曾这样无私奉献。我相信您一定没有意识到，二十余年来您历久弥坚并且与日俱增的友谊，始终是我莫大的鼓励和力量的源泉，对此我一直牢记在心，并且打心眼里感激不尽。回首往事，这么多年来我们相互信赖、共同成长，忠诚和感情从未中断，每念及此，心中感触实非笔墨所能形容。我期望您理解，但却实在找不到合适的言辞，来表达心中对您友谊和忠诚的感激之情。

## 1897至1904年：联邦参议员

### 1897至1901年：麦金莱的顾问

#### 当选联邦参议员

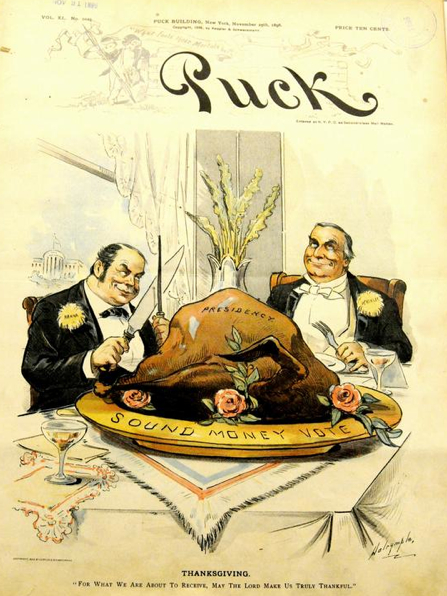
1896年11月的《帕克》杂志封面，描绘汉纳（左）和麦金莱正享用总统宝座感恩节大餐。

据汉纳的妹夫、历史学家罗兹（民主党人）所述：“马克·汉纳占据着令人称羡的位置，他一直以来都是克里夫兰的英雄。”之后在麦金莱任内成为国务卿的海约翰也称：“马克·汉纳今年创造了多么辉煌的纪录！虽然直到在这场战役中并肩战斗时我才真正认识他，但对他的敬重和钦佩依然每时每刻都在增长。”
汉纳表示不会在麦金莱领导的行政部门任职，担心这会被视为总统对他此前帮助的报答。不过，他早在1892年就曾表示希望当上联邦参议员。参议员舍曼此时已近74岁，1898年竞选连任时还面临民主党及福勒克派系的强烈挑战。1897年1月4日，麦金莱邀请舍曼出任国务卿，后者马上接受。舍曼的辞职略显匆忙，辞职前的任职表现也不理想，这导致汉纳受到指责，指称这是总统为了满足朋友的需要而将垂垂老者安排到至关重要的内阁位置。福勒克之后在回忆录中强烈暗示，舍曼辞职就是为了让汉纳继任参议员席位。舍曼对此也心怀不满，他在离任国务卿后的一封信中表示，麦金莱“当年极力敦促我接受国务卿职位，虽然我心中并不情愿，但出于成全汉纳意愿的心思还是同意了。结果我不但失去参议员席位，还失去了国务卿的位置……他们只是临时任命我出任国务卿，就剥夺了我资深参议员的席位。”
霍纳在著作中指出，联邦政府行政部门所有无需选举产生的职位以国务卿最为重要，当时经常被视为走向总统宝座的垫脚石，虽然舍曼无意再竞选总统，但他完全知道这个职位的声望。历史学家罗兹也称：“舍曼很乐意出任国务卿。虽然继任过程存在疑点，但他用还剩两年的参议员任期换取新任共和党政府内阁部门的头把交椅，任期显然会有四年，这无疑属于晋升。”罗兹还认为，多名纽约商人曾于1897年初告知汉纳，舍曼在精神方面不太稳定，汉纳虽然信任这些商人，但并未把这些警告放在心上。麦金莱也不相信这些说法，认为这要么是“哗众取宠写手的廉价捏造”，要么是“居心叵测的凭空污蔑”，再不然就压根儿是弄错了。
根据联邦宪法规定，各州联邦参议员如果是在该州议会休会期间出缺，那么州长有权任命临时人选，直至议会选举产生正式继任人选为止。所以舍曼辞职出任国务卿还不足以保障汉纳成为参议员，首先需州长阿萨·布什内尔（Asa Bushnell）临时任命人选，再于1898年经州议会选举决定剩余任期（到1899年3月止）及之后时长六年的完整任期归属。布什内尔是俄亥俄州共和党福勒克派系成员，福勒克此时已经州议会选举出任该州另一个联邦参议员席位，任期从1897年开始到1903年止。舍曼此时仍对进入内阁心怀感激，所以像麦金莱一像努力为汉纳铺平道路。布什内尔起初不愿把这来之不易的顺手人情送给属敌对派系的汉纳，经福勒克首肯，他打算任命联邦众议员西奥多·伯顿（Theodore E. Burton）填补空缺，但后者没有接受。罗兹认为，正因为汉纳的参议员之路充满变数，麦金莱才会直到1897年2月都还有意任命汉纳出任邮政署长。布什内尔1897年时正谋求连任，如果没有汉纳的支持，他获胜的机会就要渺茫得多，于是他在2月21日致信汉纳，表明任命对方继任舍曼议席的打算。福勒克之后在回忆录中称，汉纳是因新总统的坚持而获得参议员席位。
1897年俄亥俄州议会竞选在全美引起广泛关注，被视为1896年选举的复赛和1900年总统大选的先导，同时也相当于是对马克·汉纳是否应继续担任联邦参议员的全民公投。总统麦金莱在俄亥俄州为汉纳摇旗呐喊，民主党人则派出布莱恩应战。麦金莱在幕后积极运作，敦促俄亥俄州内外的共和党人支持汉纳。这年俄亥俄州共和党大会经表决支持汉纳竞选参议员，全部88个县的地方共和党会议中有84个持同等立场。共和党人最终赢得选举，有压倒性多数的议员承诺支持汉纳。不过，还是有部分共和党议员不愿把票投给汉纳，为此甚至同民主党人结盟，这其中大部分人都属福勒克的派系。
新一届州议会于1898年1月3日开幕，反汉纳的势力成功占据两院议长席位，并经多日协商选定同为共和党人的克里夫兰市长罗伯特·麦基森（Robert McKisson）与汉纳竞争。麦基森曾于1895年竞选市长职位，并在汉纳及该市商界人士的反对下当选。哥伦布流言四起，称部分议员被某方或双方绑架，还有行贿受贿的指控漫天飞舞。前总统詹姆斯·艾布拉姆·加菲尔德的儿子詹姆斯·鲁道夫·加菲尔德（James Rudolph Garfield）曾是俄亥俄州参议院中汉纳支持者的领袖，据他所说，曾有克里夫兰共和党人士警告他必须把票投给麦基森，否则他同该市达成的销售协议会被作废。另据霍纳记载：

考虑到汉纳决心赢得选举，同时也愿意按既有规则行事，竞选期间的确可能存在金钱交易。但即便如此，人们也应该牢记当时的社会背景。如果汉纳真的涉身其中，恐怕这也是当时双方的惯常做法……汉纳手上无疑有资源，这些资源也很有用。比方说，要是你也同美国总统是很好的朋友，并且他在俄亥俄州政界很有影响。

最终，“汉纳的战术——无论这所谓的战术是否存在——”成功了，他以非常微弱的优势赢得连任。

#### 和总统的关系
1897年3月双双上任后，汉纳和麦金莱继续在友谊之路上前行。参议员汉纳需要在首都寻找住所，总统麦金莱于是请他暂时住进白宫行政官邸，找到合适的房子后再搬出去。赫斯特旗下的《纽约新闻报》称：“参议员无疑是认为，如果任何人有权把白宫当成自己的家，那个人无疑就是他。”不过，汉纳很快就在白宫附近的阿灵顿酒店租下大套间搬了进去。1899年11月霍巴特去世后，汉纳接手副总统在拉法耶特广场租的房子，这里同白宫只隔了条宾夕法尼亚大道。
虽然联邦政府的公务员制度已经改革，但新总统上任后还是需要任命大量官员上任。根据当时的惯例，许多低级别职务是由党派政治工作者出任。汉纳在部分任命上提供意见，但最终决定还是由总统下达。汉纳可以为俄亥俄州内大部分联邦职务推荐人选，还可以否决福勒克举荐的候选人。汉纳对南方也很有影响，这些地方很少能选出共和党议员去向总统游说。汉纳和麦金莱决定根据南方各州共和党全国委员会代表的建议任命这些州的联邦官员，同时也考虑这些地区竞选国会议员落败的共和党候选人意见。麦金莱和哈里森关系不合，所以曾在哈里森任内任职的只有极少数得以在麦金莱治下工作。此外，在共和党全国大会上选择离开会场和党派的“白银共和党人”最终一无所获。
虽然许多人相信汉纳在麦金莱政府的政治酬庸方面有很大控制权，但很多人的实际影响比他更大。曾在麦金莱担任州长期间任俄亥俄州立图书馆馆长的约瑟夫·史密斯（Joseph Smith）与总统关系友好，1898年去世前，他在许多联邦职务任命方面的影响很可能大过汉纳。查尔斯·道斯也是麦金莱的亲信，在上任货币监理离任后立即获提名继任。麦金莱就职期间出任美国联邦邮政署第四助理署长的约瑟夫·布里斯托（Joseph Bristow）曾参与酬庸任命，根据他的回忆，总统虽然非常重视汉纳的要求，并且信任他在提出意见时不会有自己的小算盘，但最终决定还是由总统下达。
1900年初，汉纳表示他已患上风湿，可能不会操持麦金莱的连任竞选。汉纳话虽如此，但他内心还是想要参与到竞选活动中，只是麦金莱此时觉得这是向公众证明自己绝非汉纳玩物的好机会，所以迟迟没有邀请老友加入。这种局面带给汉纳巨大的压力，他不但担心竞选进展，也担心自己和总统的关系。等待期间，汉纳一度在办公室昏倒，而且可能有心脏病发。5月下旬，麦金莱宣布连任竞选由汉纳操持。据玛格丽特·利奇记载，总统此时正因某种原因对汉纳感到气恼，所以才会对朋友“异常冷淡”。对此摩根认为，麦金莱一贯擅长这种“间接的压力和沉默的力量，他希望、并且也需要汉纳的帮助，但游戏规则要由他来订。”

#### 美西战争
早在格罗弗·克利夫兰第二次担任总统期间，许多美国人就非常关注西班牙殖民地古巴如火如荼的反抗运动。很多美国人认为西班牙应该离开西半球，让古巴独立。从1895年开始，联邦国会先后通过多个决议案要求古巴独立。虽然克利夫兰总统奉行中立政策，但他手下的国务卿却警告西班牙，美国的耐心终会有耗尽的时候。正担任联邦参议员的舍曼倾向支持中立，但他也觉得美国无可避免会因古巴问题走向战争。汉纳进入参议院后不久，麦金莱召集国会进入特别议程审议关税法案。特别议程期间，国会提出多项决议呼吁古巴独立，必要时还可以采取武力手段。记者问起汉纳对特别议程期间古巴事态的看法，对此他回应：“我不知道。这事儿可说不准。那里随时都可能出现火花，引起行动。”
1897年，麦金莱依然对古巴事态维持中立态度，希望当地通过协商取得自治。然而包括赫斯特旗下报纸在内的国内主战势力对总统形成压力，迫使他采取更加积极的外交政策。1897年5月20日，联邦参议院以41票支持，14票反对通过支持插手古巴事务的决议案，汉纳在其中投了反对票。事态在1897年末至1898年初虽然发展缓慢，但总体还是渐趋紧张，这种局面导致汉纳担忧总统一直对抗民意拒不参战会对政治前程不利。“当心布莱恩先生。任何事实一出差池，就会写进1900年的民主党政纲。这绝对是肯定的！”不过，汉纳认为麦金莱这样不动声色地向西班牙施压，要求改革古巴殖民地政策的做法已经在没有开战的情况下取得成效，这样的政策也应该继续下去。
1898年2月15日，美国缅因号战舰在哈瓦那港沉没，船上250余名将士遇难。时至今日，人们仍然无法确定当年造成战舰沉没的爆炸究竟是来自外来武力攻击还是内部故障。麦金莱下令组建调查委员会，同时请求国民耐心等待调查结果，不要急于决定，不过他也在悄悄为开战做准备。赫斯特旗下报业刊出口号“记住‘缅因号’，送西班牙下地狱！”持续不断地敲响战鼓，把战事延迟怪责在汉纳头上。这些报纸声称，汉纳才是白宫的正主，因担心对生意不利而拒绝开战。《纽约新闻报》于1898年3月发表社论称：

刚刚经过讨价还价从联邦参议院争得议席的汉纳可能是想收回他在俄亥俄州的开销，亦或帮那些金融界的朋友脱离困境，毕竟他们当年一起演了这出美国爱国者对抗华尔街金主的好戏……总而言之，汉纳说了不会打战。他说这话那是有份量的。他的圣旨意味着山姆大叔被人踢来踢去，或是从一个大洲戴着手铐脚镣赶到另一个大洲都是不敢反抗的。

正当举国上下都在等待调查委员会报告的同时，许多主战派人士认为麦金莱政府实在太畏首畏尾。弗吉尼亚州有人当众烧毁汉纳和总统的模拟像。助理海军部长西奥多·罗斯福甚至在烤架晚宴上当着汉纳的面挥舞拳头，称“不管那些商界阶层没胆到什么程度，我们都会为古巴自由一战！”面对这些威胁，汉纳依然支持麦金莱不开战的政策，在参议院充当战争议题上总统的代言人。
海军递交的报告认为缅因号是因外界原因沉没，许多人都相信战舰一定是被西班牙的鱼雷或炸弹炸沉（有多份现代研究报告认为战舰是因发生在煤仓的内部爆炸沉没）。参战的呼声愈演愈烈之下，麦金莱依然希望维护和平。然而，随着美国只接受古巴独立、但西班牙并不打算在这个问题上让步的局势逐渐明朗，双方谈判随即破裂。4月11日，麦金莱呼吁国会授权确保古巴独立，并在必要情况下动用武力。汉纳虽然明里支持国会授予总统这项权力，但他私下曾表示：“如果国会要这么做，我就是拼了老命也要阻止。”4月20日，西班牙断绝同美国的外交关系，美国国会在五天后宣战，并将宣战生效日期追溯至4月21日。
美西战争以美国大获全胜告终，但汉纳依然对这起军事冲突感到难受。他曾在战争期间向他人表示：“记住，乡亲们，我们都是贵格会的，战争是可恨的。”埃尔卡内之战结束后，他曾看过美军伤亡名册并感叹：“老天啊，这种事情不要再发生在我们身上了！”战争结束后，汉纳支持麦金莱吞并波多黎各和关岛等西班牙殖民地的决定。

#### 1900年的竞选活动

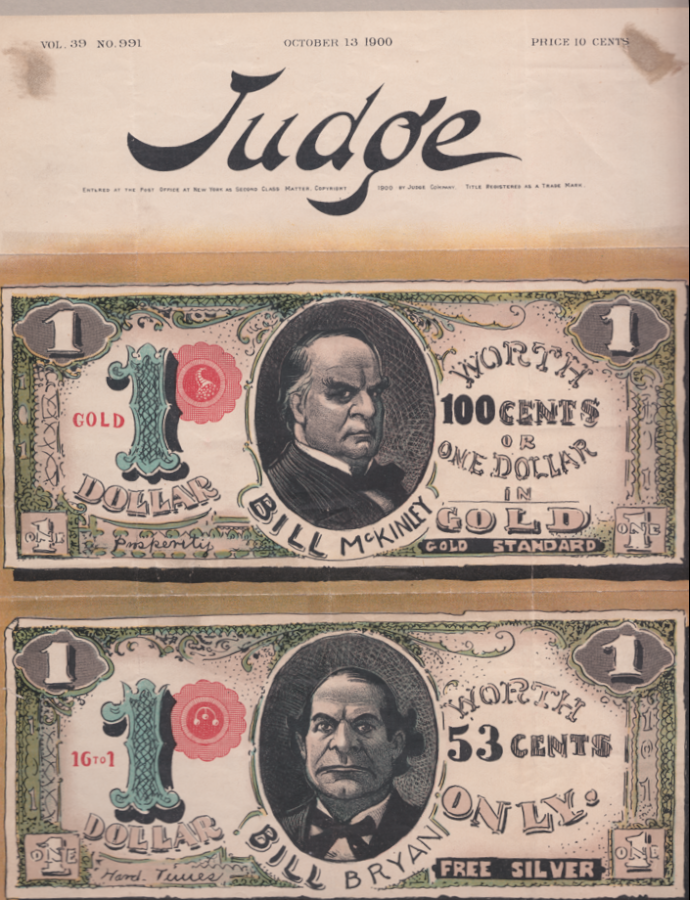
1900年大选对货币议题的关注程度已远不及1896年大选，但这份《法官》杂志封面表明议题这年依然有其份量。

副总统霍巴特于1899年11月下旬辞世，但麦金莱打算把挑选副总统候选人的任务交给来年的共和党全国大会。纽约州参议员普拉特对上任一年半以来坚持推行改革的新任州长、前助理海军部长西奥多·罗斯福颇为不满，希望送后者去当副总统，从政治上把他打入冷宫。罗斯福在美西战争期间的显赫战绩得到大量报道，所以无论如何都属于热门人选，普拉特也就毫不费力地说服州代表团在提名麦金莱连任后选择罗斯福作为竞选搭档。奎伊也同普拉特站在同一战线，极力赞同提名罗斯福。汉纳则认为前助理部长性格过于冲动，不适合同麦金莱一起参选，但直到身处费城的党派全国大会会场时，他才意识到普拉特等人是真的有心推举罗斯福。由于许多与会代表都是此前由总统任命，因此汉纳希望说服麦金莱以政治酬庸换取代表对另一名候选人的支持。但是，麦金莱没有在电话中接受老友的提议，这让汉纳深感失望，走出电话亭后他爆发了：“你他妈想怎么样就怎么样吧！我受够了！我不想再和这场大会有任何关系！我不会再操持竞选！我也不想再当全国委员会的主席！”他人询问汉纳到底发生了什么事，对此他回答：

怎么了！怎么了！为什么呢，（因为）大家都疯了！你们都有什么毛病？这场大会上所有的人都在忙不迭地要送罗斯福去当副总统。你们难道都没有意识到，这样的话那个疯子和总统宝座就只有一命之遥？普拉特和奎伊都比白痴强不了多少！他当纽约州州长到底会造成什么祸害，能够和麦金莱总统万一死了（罗斯福继任总统）相比？

汉纳的警告没有得到重视，大会最终还是提名麦金莱和罗斯福。汉纳在返回首都后致信总统：“好了，费城的情况真是一团糟，和我的预想有差距，对此我也无能为力。不过，我们的状态依然良好，候选人很有希望。现在你对国家应尽的义务就是从明年三月起再好好活上四年。”
民主党人在全国大会上再度提名布莱恩应战。这回他的进攻面大了很多，指责接手西班牙殖民地的总统是帝国主义者。布莱恩要求增强竞争法的执行力度，声称麦金莱执行该法的效率低下。面对民主党人的挑战，汉纳用四个字总结共和党的竞选对策：任其自然。
汉纳在此次竞选活动期间只需要筹集少量款项，因为不需再像四年前那样花费大笔资金印刷宣传资料及聘请公共演说家，而且许多企业乐于捐助，筹款难度小了很多。麦金莱前后只发表一场演说，即7月在坎顿正式接受党派提名。不过，罗斯福倒是在全国各地巡回演讲，竞选期间的总行程达3万4000公里，先后抵达全部45个州中的24个。汉纳此时已是公众人物，他有心前去西部各州为共和党候选人摇旗呐喊。但麦金莱觉得汉纳最近一次演说已经偏离行政部门的立场，所以不愿他前去，派邮政署长查尔斯·埃默里·史密斯（Charles Emory Smith）前去芝加哥与汉纳见面，请他不要去西部。汉纳很快就意识到史密斯是受总统之托前来，于是告诉对方：“回华盛顿去吧，告诉总统，上帝讨厌胆小鬼。”数天后，麦金莱同汉纳在坎顿共进午餐并解决分歧，之后汉纳还是前往西部巡回演讲。据托马斯·比尔记载，巡回演讲大获成功，只是台下许多观众都对汉纳穿的西装没有美元符号装饰感到意外。
竞选期间，汉纳的大部分时间都是在位于纽约的竞选总部度过，为此还在新泽西州蒙茅斯县的埃尔贝伦（Elberon）租了间海滨小屋住下。9月，美国煤矿工人联合会发起罢工，引起的危机可能会对麦金莱竞选连任构成不利影响。汉纳觉得事态不算严重，说服各方同意由他仲裁。在他的协助下，双方最终经谈判解决争端。
麦金莱在1900年11月6日的普选中赢得51.7%的普选票，比四年前占比还有小幅提升，选举人票则以292张远超民主党候选人的155张。1896年所有由麦金莱胜出的州四年后依然忠于总统，另有六个布莱恩占优的州皈依共和党。虽然之后美国历史上出现过多次优势比例更大的大选，但历史学家刘易斯·古尔德（Lewis L. Gould）在研究麦金莱总统任期的著作中指出，与内战结束后的多次总统选举相比，1900年大选的结果已是相当惊人。

#### 麦金利遇刺
麦金莱出任总统期间经常外出旅游，于1901年9月抵达纽约州水牛城参观泛美博览会。9月6日，总统在博览会的音乐圣殿同来宾握手时被无政府主义者里昂·乔戈什开枪击中。事件发生后，汉纳同总统的众多亲密盟友急忙赶到麦金莱的床前。
总统躺在床上时曾询问：“马克在吗？”几句医生告诉病人说参议员汉纳就在一旁，但敦促总统不要勉强自己与他人交谈。麦金莱的情况接下来逐渐好转，再加上几名医生的保证，汉纳于是离开水牛城前往克里夫兰，准备按原计划在共和国大军营地演讲。但抵达营地后，他又收到总统病情恶化的电报，于是急匆匆赶回水牛城。到达总统身边时，他发现麦金莱已意识模糊，生命只在旦夕之间。9月13日晚，汉纳与第一夫人艾达等人获许去见总统最后一面。他流着眼泪走进博览会主席约翰·米尔本（John G. Milburn）家中的图书馆，在这里一直陪伴总统到最后一刻，并制订必要的部署和安排，准备把老友的遗体送回坎顿。9月14日凌晨2点15分，麦金莱总统与世长辞。

### 1901至1904年：罗斯福担任总统时期及逝世
麦金莱死后，汉纳无论是在政治上还是个人精神面貌上都一蹶不振。新总统罗斯福主动向汉纳示好，希望能增强自己在参议院的影响力。汉纳表示愿意同罗斯福达成协议，但有两个条件，一是罗斯福要继续完成麦金莱的政治日程，二是要求新总统不要再叫他“老家伙”，这样的称谓让汉纳不厌其烦，甚至威胁总统：“不然的话，我就叫你泰迪。”罗斯福也很討厭自己这个绰号，所以同意参议员的两项条件，只是有时还是会违反第二项承诺。

#### 巴拿马运河
汉纳支持在中美洲修筑运河，以便船只穿行大西洋和太平洋，无需再长途跋涉绕过合恩角。他还认为，运河最好是在哥伦比亚的巴拿马省修建，比在尼加拉瓜会好得多。汉纳此前对哪个国家最适合修建运河有不同立场，这种立场转变的确切原因尚无定论。纽约律师威廉·纳尔逊·克伦威尔（William Nelson Cromwell）之后声称是他在1901年说服汉纳转为支持巴拿马。但法国工程师菲利普·布拿-瓦里拉对此有异议，称他曾同汉纳在阿灵顿酒店面谈，汉纳最终亲口表示已被对方说服。
艾奥瓦州联邦众议员威廉·彼得斯·赫本（William Peters Hepburn）在国会提出法案，要求在尼加拉瓜修建运河。这一方案有许多支持者，在众议院通过后于1902年6月转交参议院审议。6月5至6日，汉纳发表演说反对赫本的法案。演讲期间，参议院大厅内展示出两幅巨大的地图，一幅显示巴拿马运河路线，另一幅显示尼加拉瓜运河路线。地图采用当时的新技术，以红色圆点代表活火山，黑色圆点代表死火山。汉纳的演讲同地图展示同步，尼加拉瓜运河路线上几乎由连续的黑点贯穿，并且其间还有八个红点，而巴拿马路线上不但没有红点，连黑点也没有。汉纳还指出取道巴拿马的多项优势，不但路程更短，运河两端都已经有现成的港口，所以所需要的人力等各项成本就要小得多。汉纳演讲时的身体状况不佳，在参议院提请审议赫本法案的阿拉巴马州参议员约翰·泰勒·摩根（John Tyler Morgan）其间想向汉纳提名，汉纳对此回应：“我很累了，请不要打断我。”最终他还警告众人，称美国要是选择在尼加拉瓜修运河，就会有另一个强国选择巴拿马。现场一名参议员称他已经改变立场，愿意支持“汉纳马运河”，法案于是经修订改为支持在巴拿马修筑运河。据部分来源记载，克伦威尔记得尼加拉瓜发行的多种邮票上印有火山，所以在首都多名交易商的存货中找到足够多印有火山的邮票，再将这些邮票一起送到参议院。众议院随后同意参议院的修订，授权修建巴拿马运河的法案随即通过。
美国随后同哥伦比亚就修建运河权开展谈判，但双方签订的条约被哥伦比亚参议院否决。1903年11月，巴拿马省在美国的支持下脱离哥伦比亚，此次已是巴拿马新政府驻美国首都代表的布拿-瓦里拉在条约上签字，授权美国建立运河区修建运河。1904年2月，联邦参议院开始审议条约，辩论开始时汉纳已是奄奄一息。汉纳去世八天后，联邦参议院批准美巴条约。

#### 竞选连任、参选总统的传言及最终谢世
福勒克在1903年俄亥俄州共和党大会上递交决议案，支持罗斯福竞选连任。支持在任总统竞选连任的决议案一般是在大选年的州党派会议上提出，福勒克此举旨在从汉纳手上接掌俄亥俄州共和党。这项决议令汉纳进退两难，因为支持就意味着宣告自己不会竞选总统，反对又要冒得罪总统的风险。汉纳给正在西部旅行的罗斯福拍去电报，告知对方自己打算反对决议，并且会在首都向总统解释原因。罗斯福则回应称他并不要求任何人支持，那些对他治下政府态度友善的人自然会支持。汉纳颇感无可奈何，最终还是表态支持决议案。
这次州共和党大会还支持汉纳连任参议员，并提名他的朋友迈伦·赫里克（Myron Herrick）竞选州长。副州长候选人是由福勒克的派系提名，他们选择的是之后当上总统的沃伦·盖玛利尔·哈定。汉纳前后数周都在俄亥俄州为共和党候选人竞选，共和党最终也以压倒性优势赢得选举。汉纳本人则在1904年毫无悬念地以115票比25票赢得连任，优势幅度比1902年福勒克当选时要大得多。

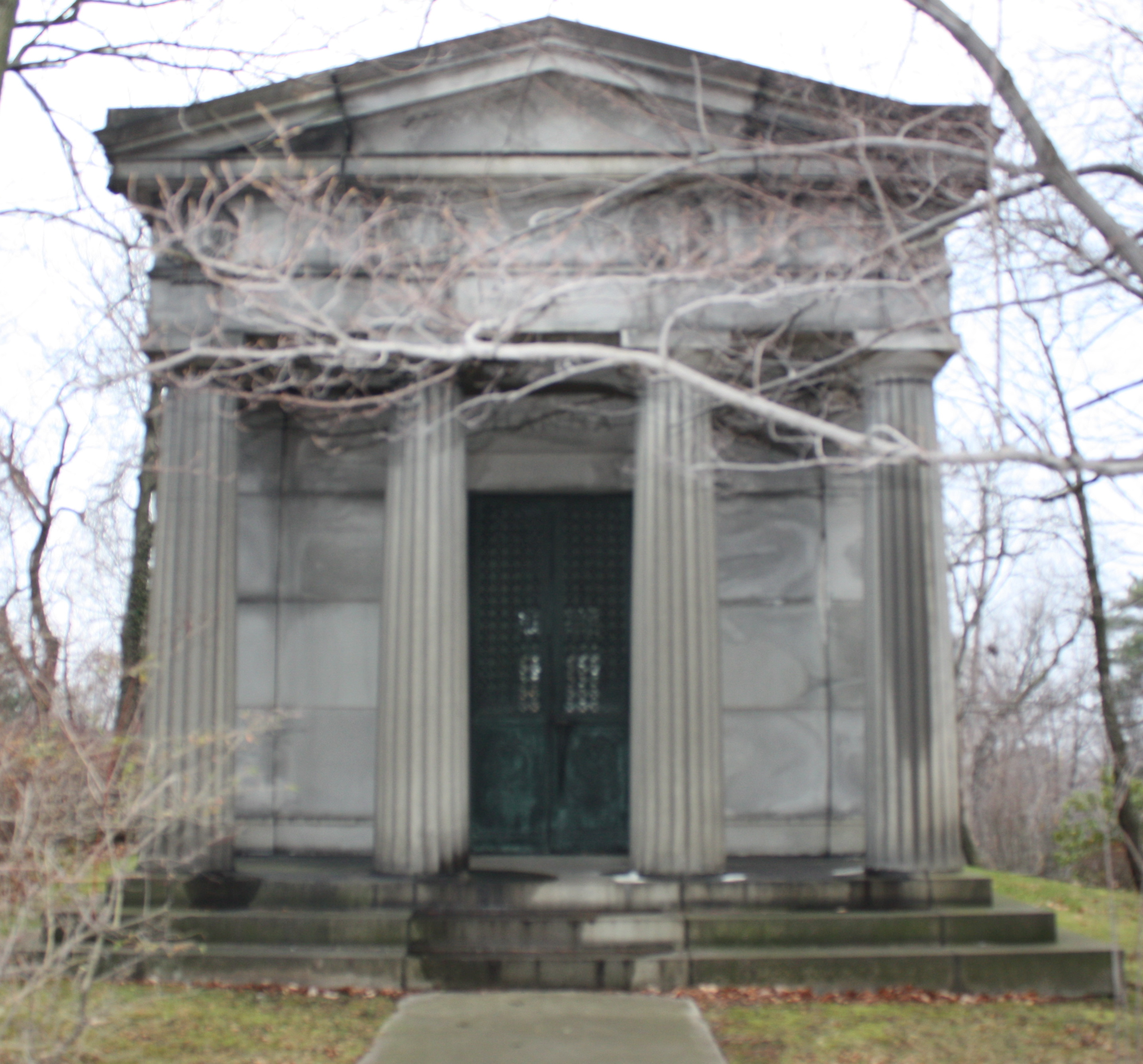
克里夫兰湖景公墓的汉纳陵墓

虽然汉纳同罗斯福在许多问题上存在分歧，但总统还是在1903年11月邀请汉纳主持连任竞选。汉纳觉得总统此举是想确保自己不会反对他，只是做法未免太着行迹，所以迟迟没有答复。与此同时，虽然并没有计划参选，但汉纳还是任由那些有关他会亲自参选总统的传言继续，没有站出来澄清。对罗斯福任内政策感到反感的金融家约翰·皮尔庞特·摩根在感恩节时邀请汉纳一家吃饭，并表示愿意出资赞助汉纳竞选总统，但参议员还是没有明确表态。同年12月，汉纳与罗斯福经过长时间面谈解决两人的大部分分歧。罗斯福同意汉纳无需再继续出任共和党全国委员会主席。理论上而言，此举令汉纳可以参选总统，但罗斯福此时已经清楚地看到，汉纳已是年老体衰，不会再去竞选。
1904年1月30日，汉纳在阿灵顿酒店出席烤架俱乐部晚宴。他既没吃也没喝，只在他人问起身体状况时回答“不大好。”此后他因伤寒病倒，再也没有离开位于首都的宅邸。随着日子一天天过去，一些政界人士开始在距汉纳家不远的阿灵顿酒店大堂等候消息，总统也来信询问他是否很快就会如往昔般强壮且充满斗志地回到大家身边，但汉纳至死都没有看过这封信。前后几天里，他多次神志模糊，心脏也在2月15日早上开始衰竭。罗斯福于这天下午3点到访，但汉纳已经没法睁开眼睛。1904年2月15日下午6点30分，美国俄亥俄州联邦参议员马库斯·阿朗佐·“马克·”汉纳与世长辞，聚集在阿灵顿酒店大堂的国会议员、政府官员和外交官逐渐散去，许多人都在哭泣。为罗斯福立传的埃德蒙·莫里斯（Edmund Morris）这样评价汉纳在经商和政治领域的成就：“他在两边都干得不错，创造700万美元财富的同时，还成就了一位美国总统。”

## 观点和影响

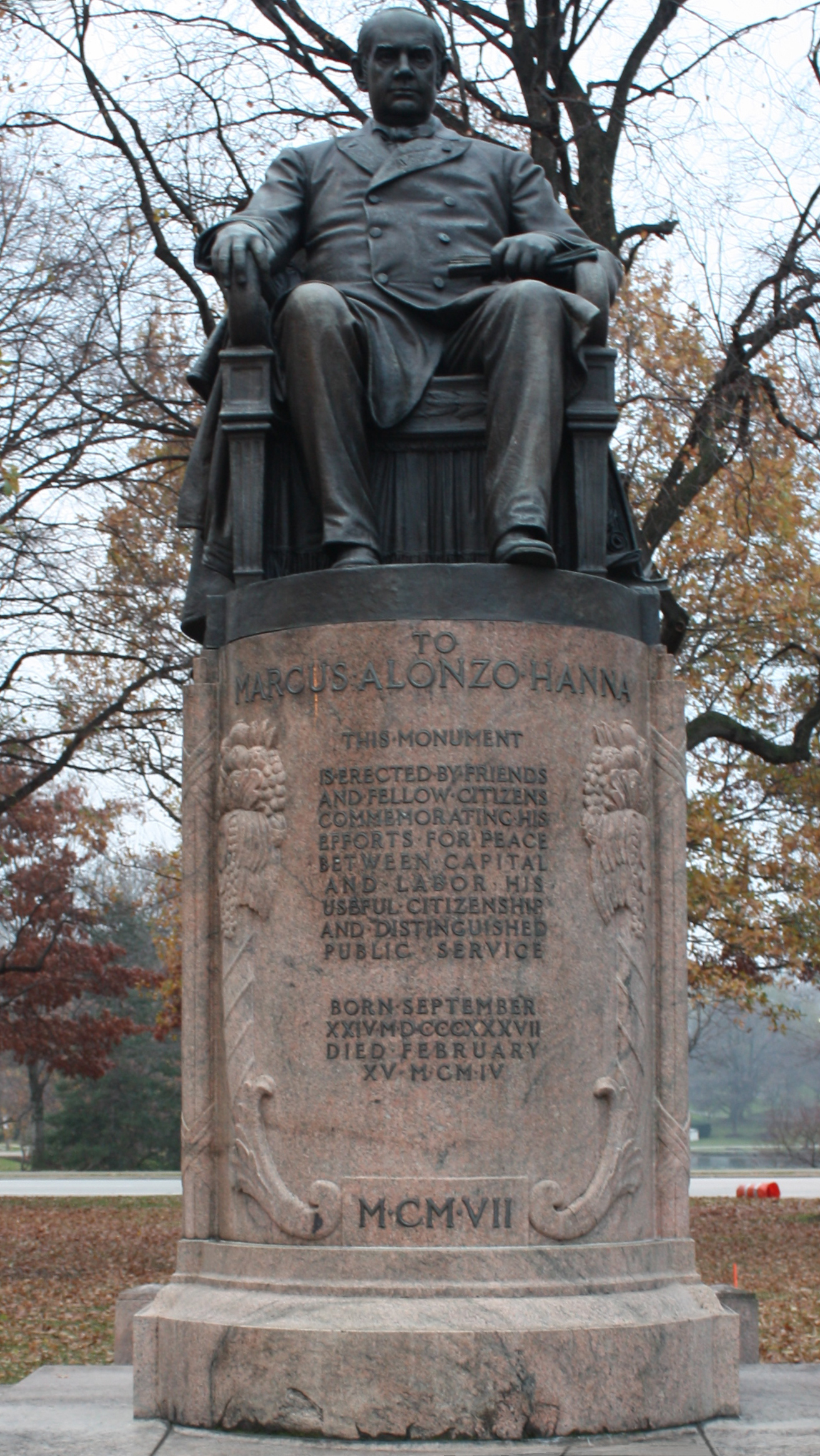
坐落在克里夫兰大学城的马克·汉纳雕像，由奥古斯都·圣高登斯创作。

杰拉尔德··沃尔夫（Gerald W. Wolff）教授认为，汉纳终其一生都坚信美国的生活标准是资本主义的功劳。汉纳与许多同时代的保守派商人认为，劳工、企业和政府应当携手合作，造福社会。1876年的煤矿工人罢工爆发时，这些观点已在汉纳心中融合，并在他开始对政治感兴趣后通过政治观点展示出来。据克罗利记载，汉纳总是尽可能同下属职工维持良好关系。据1876年4月28日的《克里夫兰领袖报》报道：“今天早上，罗兹公司的汉纳先生同阿什塔比拉港码头的罢工工人会面，经过协商，他们同意条件，恢复工作。”另据沃尔夫回忆，煤矿罢工事件过后，汉纳非常努力地试图树立典范，证明只要管理得当，劳工和资本家完全可以共同受益。
虽然汉纳努力同劳工和谐共处，但在1896年大选期间，达文波特却反复将他描绘成践踏劳工的资本家。1897年俄亥俄州议会选举期间，汉纳又受到苟刻员工的指控。对此他在演讲时回应：

去随便找5000名为我工作的人来问问看……问问他们，有没有任何时候我付给他们的工资比当时的最高工资要少；向他们了解一下，我是否曾在任何时候问过他们有没有加入工会……问问他们，有没有谁独自一人或是同他人一起前来向我投诉时我拒绝接见他们……向他们了解一下，我这一生中有没有故意冤枉过任何工作人员。我从来都没有过。

汉纳发表上述声明后，下属职工加入的多个工会都确认他的说法属实。汉纳此后当上首任全美公民联合会主席，该组织反对极端激进的工会组织和试图全面逃避监管的企业主，认可劳工组织起来争取更好薪资及工作环境的权利，力图促进企业及劳工间和睦相处。1903年，汉纳在劳工大会上演讲，称劳工组织工会和企业组成贸易团体一样都是很正常的行为。
据称，汉纳曾在1890年写给俄亥俄州总检察长戴维·沃森（David K. Watson）的信中称：“任何出任公职的人都不亏欠公众任何东西。”这封信的主要目的是要求沃森放弃某起针对标准石油公司的司法诉讼。1897年俄亥俄州议会选举期间，这一说法引发批判汉纳的浪潮。沃森是共和党人，他否认汉纳的信中有这句话，但拒绝就此事接受记者的进一步质询。早期为汉纳编撰作记的克罗利和比尔都对汉纳是否说过这样的话心存疑惑，但由于他们也没有断然否认，因此之后面世的多部相关作品都称汉纳说过这句话。不过，托马斯·费尔特（Thomas E. Felt）教授在针对此事发表的文章中指出，汉纳不大可能同某个他根本就不熟悉的人说出这么有煸动性的话，并且这句话无论是在任何情况下都与他的政治观点不符。
许多现代研究将汉纳视为现代总统竞选的发明人。1896年他为麦金莱操持的竞选活动不但在筹款上大获成功，而且非常系统化和集中化，开创出美国总统选举的新局面。虽然有观点认为汉纳是美国历史上第一个有全国范围影响力的党魁，但多名历史学家认为他和总统之间的友谊还是以麦金莱为主导。不过，汉纳依然因为在竞选活动中富于创新精神的表现而为后代铭记。

## 如今的公众形象
1996年，新泽西州民主党联邦参议员比尔·布拉德利的回忆录《现在的时代，过去的时代》（Time Present, Time Past）出版。布拉德利在书中回忆自己曾在念高中时撰写过有关汉纳的学习报告，当时他的历史老师曾教导学生，1896年的大选说明金钱就是力量。另据回忆录介绍，布拉德利曾在高中时代接受采访时表示，汉纳是他心目中的英雄。但到编写回忆录时，他的看法已经转变，觉得竞选开支应该有限度，汉纳对这种竞选花销急剧攀升的局面负有直接责任。布拉德利认为霍纳对汉纳的看法有误，身为俄亥俄州的共和党党魁，汉纳却在竭力扰乱罗斯福的总统任期。布拉德利还称，共和党人从1896年开始就很容易从富人手中获得赞助。不过，布拉德利在谴责汉纳的同时，也对找不到这样的人在自己的从政生涯中发挥类似作用深感遗憾。
2000年，德克萨斯州州长乔治·沃克·布什赢得总统大选。竞选期间，媒体把布什的顾问卡尔·罗夫（Karl Rove）同汉纳相提并论，认为罗夫就像汉纳控制麦金莱一样控制着布什。从竞选开始直至2007年罗夫离开白宫时止，媒体报道中经常暗示罗夫有左右总统的能力，对行政部门有相当大的影响力。在媒体眼中，罗夫仿佛汉纳的当代化身，并且对汉纳持续性的负面描绘已同历史实际有显著偏差。以专栏作家杰克·凯利（Jack Kelly）为例，他曾在2000年撰文称，麦金莱当时是根据汉纳的建议选择前门廊竞选活动，汉纳此举是为确保候选人不会偏离竞选主题，但这种策略实际上是麦金莱的决定。此外，罗夫曾多次在接受采访时把布什的竞选活动同1896年的麦金莱相比较，这又进一步助长外界把他比作汉纳的倾向。罗夫曾在德克萨斯州大学奥斯汀分校研究麦金莱的总统任期，在此期间得到前总统传记作者刘易斯·古尔德的指导。罗夫认为，人们对汉纳的实际影响有些过分高估。

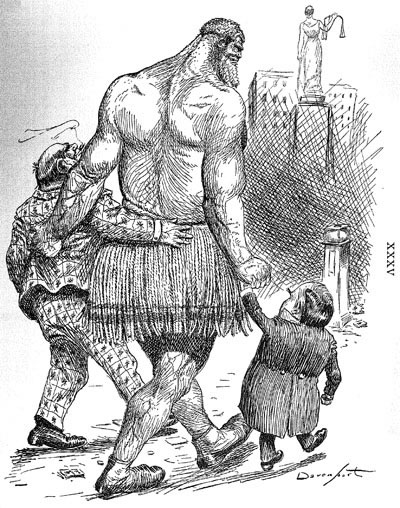
1900年霍默·达文波特的漫画《当他们去投票时》，讽刺汉纳（左）、麦金莱（右）及托拉斯（中）的关系。

霍纳指出，达文波特笔下的汉纳至今仍在对这位参议员的公众印象产生影响：

对汉纳形象的描绘已经经受住时间的考验，（在达文波特笔下）他（指汉纳）严重肥胖，仿佛“托拉斯”手下残忍且攻击性十足的狗，他身着布满美元符号的西装，口里抽着雪茄，站在身形巨大的托拉斯和渺小如孩童般的麦金莱旁边。他将永远以“美元符号”（Dollar Mark，也有“美元马克”之意）的形象为后代铭记。

## 选举历史
1913年联邦宪法第十七条修正案通过前，联邦参议员是由各州议会选举产生，所以下表列出的选举都是在俄亥俄州议会举行。
| 選舉 | 结果 | 结果        | 候選人            | 候選人    | 政黨   | 得票數 | %     | ±% |
| --- | ---- | ----------- | ----------------- | --------- | ------ | ------ | ----- | -- |
| 1898年俄亥俄州联邦参议员特别选举 参议员约翰·舍曼于1897年3月4日辞职出任国务卿，州长阿萨·布什内尔于次日任命马克·汉纳暂时填补空缺，直至州议会经特别选举选派人选时止，这次选举定在1898年1月12日举行。汉纳在两院联席会议的首轮投票中就赢得过半数支持，因此可以完成这届参议员任期，至1899年3月4日届满。另见下一行框内的完整新任期投票详细信息，两次选举的表决结果完全相同。 |      | 共和党 保持 |                   | 马克·汉纳 | 共和党 | 73     | 50.69 |    |
| 1898年俄亥俄州联邦参议员特别选举 参议员约翰·舍曼于1897年3月4日辞职出任国务卿，州长阿萨·布什内尔于次日任命马克·汉纳暂时填补空缺，直至州议会经特别选举选派人选时止，这次选举定在1898年1月12日举行。汉纳在两院联席会议的首轮投票中就赢得过半数支持，因此可以完成这届参议员任期，至1899年3月4日届满。另见下一行框内的完整新任期投票详细信息，两次选举的表决结果完全相同。 |      | 共和党 保持 | 罗伯特·麦基森     | 共和党    | 70     | 48.61  |       |    |
| 1898年俄亥俄州联邦参议员特别选举 参议员约翰·舍曼于1897年3月4日辞职出任国务卿，州长阿萨·布什内尔于次日任命马克·汉纳暂时填补空缺，直至州议会经特别选举选派人选时止，这次选举定在1898年1月12日举行。汉纳在两院联席会议的首轮投票中就赢得过半数支持，因此可以完成这届参议员任期，至1899年3月4日届满。另见下一行框内的完整新任期投票详细信息，两次选举的表决结果完全相同。 |      | 共和党 保持 | 约翰·J·伦茨       | 民主党    | 1      | 0.69   |       |    |
| 1898年俄亥俄州联邦参议员选举 1898年1月12日举行，决定从1899年3月4日开始的六年完整参议员任期归属，同上行表格的短期任期选举在同一天举行。州议会两院先在1月11日各自集会表决两部分任期，如果同一候选人在两院都获得过半数支持，那么两院就在次日中午召开联席会议，宣布候选人胜出。如果没有候选人在两院得到过半数支持，那么就要在联席会议上由所有出席议员唱名表决，得多数票者当选。赢得选举需要73票支持，汉纳经首轮投票中顺利当选。11日当天俄亥俄州众议院的投票结果为：汉纳56票、麦基森49票，伦茨、阿奎拉·威利（）和阿多尼朗·华纳（）各一票。俄亥俄州参议院这天的表决结果为：麦基森19票，汉纳17票。两院选举结果不一致，所以要在次日召开联席会议，所有出席议员唱名表决。最终的投票结果为：众议院——汉纳56票，麦基森51票，伦茨一票；参议院——麦基森19票，汉纳17票。两院总和，汉纳获胜，赢得继任任期和新任完整任期。 |      | 共和党 保持 |                   | 马克·汉纳 | 共和党 | 73     | 50.69 |    |
| 1898年俄亥俄州联邦参议员选举 1898年1月12日举行，决定从1899年3月4日开始的六年完整参议员任期归属，同上行表格的短期任期选举在同一天举行。州议会两院先在1月11日各自集会表决两部分任期，如果同一候选人在两院都获得过半数支持，那么两院就在次日中午召开联席会议，宣布候选人胜出。如果没有候选人在两院得到过半数支持，那么就要在联席会议上由所有出席议员唱名表决，得多数票者当选。赢得选举需要73票支持，汉纳经首轮投票中顺利当选。11日当天俄亥俄州众议院的投票结果为：汉纳56票、麦基森49票，伦茨、阿奎拉·威利（）和阿多尼朗·华纳（）各一票。俄亥俄州参议院这天的表决结果为：麦基森19票，汉纳17票。两院选举结果不一致，所以要在次日召开联席会议，所有出席议员唱名表决。最终的投票结果为：众议院——汉纳56票，麦基森51票，伦茨一票；参议院——麦基森19票，汉纳17票。两院总和，汉纳获胜，赢得继任任期和新任完整任期。 |      | 共和党 保持 | 罗伯特·麦基森     | 共和党    | 70     | 48.61  |       |    |
| 1898年俄亥俄州联邦参议员选举 1898年1月12日举行，决定从1899年3月4日开始的六年完整参议员任期归属，同上行表格的短期任期选举在同一天举行。州议会两院先在1月11日各自集会表决两部分任期，如果同一候选人在两院都获得过半数支持，那么两院就在次日中午召开联席会议，宣布候选人胜出。如果没有候选人在两院得到过半数支持，那么就要在联席会议上由所有出席议员唱名表决，得多数票者当选。赢得选举需要73票支持，汉纳经首轮投票中顺利当选。11日当天俄亥俄州众议院的投票结果为：汉纳56票、麦基森49票，伦茨、阿奎拉·威利（）和阿多尼朗·华纳（）各一票。俄亥俄州参议院这天的表决结果为：麦基森19票，汉纳17票。两院选举结果不一致，所以要在次日召开联席会议，所有出席议员唱名表决。最终的投票结果为：众议院——汉纳56票，麦基森51票，伦茨一票；参议院——麦基森19票，汉纳17票。两院总和，汉纳获胜，赢得继任任期和新任完整任期。 |      | 共和党 保持 | 约翰··伦茨        | 民主党    | 1      | 0.69   |       |    |
| 1904年俄亥俄州联邦参议员选举 1904年1月13日举行，决定从1905年3月4日开始的六年完整参议员任期归属。州议会两院在1月12日各自集会表决时就已为汉纳敲定胜局，再经联席会议宣布结果。赢得选举需要71票支持，俄亥俄州众议院的投票结果为：汉纳86票，克拉克21票；俄亥俄州参议院这天的表决结果为：汉纳29票，克拉克四票。汉纳在任期开始前便已谢世，来自阿克伦的联邦众议员查尔斯·迪克于1904年3月2日经州议会选举继任，不但可以完成汉纳到1905年截止的原有任期，还可以继续任职到1911年。 |      | 共和党 保持 |                   | 马克·汉纳 | 共和党 | 115    | 82.14 |    |
| 1904年俄亥俄州联邦参议员选举 1904年1月13日举行，决定从1905年3月4日开始的六年完整参议员任期归属。州议会两院在1月12日各自集会表决时就已为汉纳敲定胜局，再经联席会议宣布结果。赢得选举需要71票支持，俄亥俄州众议院的投票结果为：汉纳86票，克拉克21票；俄亥俄州参议院这天的表决结果为：汉纳29票，克拉克四票。汉纳在任期开始前便已谢世，来自阿克伦的联邦众议员查尔斯·迪克于1904年3月2日经州议会选举继任，不但可以完成汉纳到1905年截止的原有任期，还可以继续任职到1911年。 |      | 共和党 保持 | 约翰·H·克拉克（John H. Clarke） | 民主党    | 25     | 17.86  |       |    |

### 引用
1. ↑  Croly，第461頁.
2. ↑  Croly，第3–6, 11頁.
3. ↑  Beer，第22–23頁.
4. ↑  Croly，第19頁.
5. ↑  Croly，第22頁.
6. ↑  Croly，第23–24頁.
7. ↑  Croly，第29–30頁.
8. ↑  Croly，第32, 36頁.
9. ↑  Croly，第36–40頁.
10. ↑  Croly，第40頁.
11. ↑  Croly，第43頁.
12. ↑  Croly，第44–46頁.
13. ↑  Croly，第66–68頁.
14. ↑  Croly，第54–55頁.
15. 1 2  Beer，第53–55頁.
16. ↑  Croly，第52頁.
17. 1 2  Croly，第57–60頁.
18. ↑  Beer，第55–56頁.
19. ↑  Croly，第58–59頁.
20. ↑  Croly，第74–75頁.
21. 1 2  Beer，第69頁.
22. ↑  Croly，第111–112頁.
23. ↑  Horner，第36–37頁.
24. ↑  Horner，第55–56頁.
25. ↑  Horner，第47–48頁.
26. ↑  Horner，第50–53頁.
27. ↑  Beer，第96–97頁.
28. ↑  Horner，第53–54頁.
29. 1 2  Horner，第56–62頁.
30. ↑  Stern，第4頁.
31. ↑  Horner，第64頁.
32. ↑  Croly，第131頁.
33. 1 2 3 4 5  Horner，第70–77頁.
34. 1 2  Morgan，第41頁.
35. ↑  Beer，第78–80頁.
36. ↑  Morgan，第42頁.
37. ↑  Beer，第110–111頁.
38. ↑  Horner，第68頁.
39. ↑  Horner，第60頁.
40. ↑  Horner，第78–79頁.
41. ↑  Morgan，第150頁.
42. 1 2  Croly，第150頁.
43. ↑  Leech，第67頁.
44. ↑  Stern，第5頁.
45. 1 2  Horner，第82–87頁.
46. ↑  Morgan，第118–120頁.
47. ↑  Horner，第86–89頁.
48. ↑  Stern，第8頁.
49. ↑  Croly，第164–165頁.
50. ↑  Horner，第96–97, 132–133頁.
51. ↑  Morgan，第125頁.
52. ↑  Morgan，第126–127頁.
53. ↑  Horner，第95–96頁.
54. 1 2  Morgan，第128頁.
55. ↑  Morgan，第129頁.
56. ↑  Williams，第24–27頁.
57. ↑  Phillips，第67–68頁.
58. 1 2 3  Morgan，第129–134頁.
59. ↑  Stern，第11頁.
60. ↑  Williams，第51頁.
61. ↑  Morgan，第135–139頁.
62. ↑  Croly，第173–174頁.
63. 1 2 3  Williams，第55頁.
64. ↑  Croly，第175–176頁.
65. ↑  Morgan，第143–144頁.
66. ↑  Morgan，第144–145頁.
67. ↑  Horner，第187頁.
68. ↑  Morgan，第151–153頁.
69. ↑  Horner，第144頁.
70. ↑  Horner，第156–159頁.
71. ↑  Leech，第75–76頁.
72. ↑  Croly，第191–193, 206頁.
73. 1 2  Rhodes，第13–16頁.
74. 1 2  Horner，第179–181頁.
75. ↑  Rhodes，第25–26頁.
76. ↑  Williams，第62頁.
77. 1 2  Rhodes，第19頁.
78. ↑  Rhodes，第16–18頁.
79. ↑  Morgan，第162–166頁.
80. ↑  Horner，第181頁.
81. 1 2 3 4  Horner，第193–204頁.
82. ↑  Rhodes，第25頁.
83. ↑  Horner，第203–204頁.
84. ↑  Morgan，第177–179頁.
85. ↑  Croly，第214–216頁.
86. ↑  Morgan，第181, 424頁.
87. 1 2  Morgan，第184頁.
88. ↑  Horner，第127頁.
89. ↑  Jones，第276頁.
90. ↑  Croly，第221頁.
91. ↑  Williams，第97–98頁.
92. ↑  Rhodes，第29頁.
93. ↑  Kazin，第76頁.
94. ↑  Morgan，第185–186頁.
95. ↑  Morgan，第187頁.
96. ↑  Horner，第25頁.
97. 1 2 3  Rhodes，第30頁.
98. ↑  Croly，第231–232頁.
99. ↑  Rhodes，第31頁.
100. ↑  Rhodes，第31–32頁.
101. ↑  Horner，第220頁.
102. ↑  Rhodes，第33頁.
103. 1 2  Rhodes，第32頁.
104. ↑  Rhodes，第34頁.
105. ↑  Croly，第233頁.
106. ↑  Horner，第222頁.
107. ↑  Rhodes，第35頁.
108. ↑  Horner，第218頁.
109. 1 2 3  Horner，第222–227頁.
110. ↑  Croly，第254–255頁.
111. ↑  Horner，第230頁.
112. ↑  Croly，第253, 259頁.
113. ↑  Horner，第231頁.
114. ↑  Horner，第235, 237頁.
115. ↑  McCullough，第248頁.
116. ↑  Croly，第458–459頁.
117. ↑  Hatfield，第289–293頁.
118. ↑  Gould，第51頁.
119. 1 2  Gould，第52頁.
120. ↑  Horner，第237–239頁.
121. ↑  Horner，第258–259頁.
122. ↑  Leech，第533頁.
123. ↑  Morgan，第372頁.
124. ↑  Morgan，第250頁.
125. ↑  Morgan，第252–253頁.
126. ↑  Morgan，第254–255頁.
127. ↑  Croly，第274頁.
128. ↑  Horner，第245頁.
129. ↑  Phillips，第91頁.
130. ↑  Leech，第166頁.
131. ↑  Gould，第74頁.
132. ↑  Gould，第74–75頁.
133. ↑  Horner，第251–252頁.
134. ↑  Morgan，第277頁.
135. ↑  Horner，第248頁.
136. ↑  Gould，第73–85頁.
137. ↑  Beer，第202頁.
138. ↑  Morgan，第86–88頁.
139. ↑  Beer，第205–206頁.
140. ↑  Beer，第205頁.
141. ↑  Croly，第256頁.
142. 1 2  Dunn，第334–335頁.
143. ↑  Horner，第260–266頁.
144. ↑  Horner，第266頁.
145. ↑  Horner，第270–271頁.
146. ↑  Croly，第304頁.
147. ↑  Leech，第543頁.
148. ↑  Morgan，第381頁.
149. 1 2  Gould，第229頁.
150. ↑  McCullough，第247頁.
151. ↑  Leech，第554–557頁.
152. ↑  Beer，第230–233頁.
153. ↑  Leech，第553頁.
154. ↑  Gould，第228頁.
155. 1 2  Croly，第358–360頁.
156. ↑  Miller，第320頁.
157. 1 2  Brands，第492頁.
158. ↑  McCullough，第276頁.
159. ↑  McCullough，第286頁.
160. 1 2  McCullough，第319–324頁.
161. ↑  Estill.
162. ↑  McCullough，第397–398頁.
163. ↑  Morris，第232–233頁.
164. ↑  Croly，第433頁.
165. ↑  Morris，第299頁.
166. ↑  Morris，第299–300頁.
167. ↑  Morris，第300頁.
168. 1 2  Morris，第309頁.
169. ↑  Croly，第454頁.
170. 1 2  Morris，第311頁.
171. 1 2 3 4  Wolff.
172. ↑  Croly，第85頁.
173. ↑  Horner，第272頁.
174. ↑  Wolff，第146–147頁.
175. ↑  Wolff，第147頁.
176. ↑  Felt.
177. ↑  Schmidt，第662–665頁.
178. ↑  Horner，第15–18頁.
179. ↑  Horner，第296–303頁.
180. ↑  Horner，第5頁.
181. 1 2  Legislature 1898，第39–41頁.
182. ↑  Legislature 1904，第54–55, 232頁.

### 书目
- Beer, Thomas. . New York: Alfred A. Knopf. 1929. OCLC 246586946.
- Brands, H. W. . New York: Basic Books. 1997. ISBN 978-0-465-06958-3.
- Croly, Herbert. . New York: The Macmillan Company. 1912. OCLC 715683.
- Dunn, Arthur Wallace.  1. New York: G. P. Putnam's Sons. 1922  [2016-06-19]. （原始内容存档于2016-08-13）.
- Gould, Lewis L. . American Presidency. Lawrence, Kansas: University Press of Kansas. 1980. ISBN 978-0-7006-0206-3.
- Hatfield, Mark O.  (PDF). Washington, D.C.: United States Government Printing Office. 1997. ISBN 978-0-7567-0968-6. （原始内容存档 (PDF)于2016-03-03）. （页面存档备份，存于）
- Horner, William T. . Athens, Oh.: Ohio University Press. 2010. ISBN 978-0-8214-1894-9.
- Jones, Stanley L. . Madison, Wisconsin: University of Wisconsin Press. 1964. OCLC 445683.
- Kazin, Michael. . New York: Alfred A. Knopf. 2006. ISBN 978-0-375-41135-9.
- Leech, Margaret. . New York: Harper and Brothers. 1959. OCLC 456809.
- McCullough, David. . New York: Simon and Schuster Paperbacks. 1977. ISBN 978-0-671-24409-5.
- Miller, Scott. . New York: Random House. 2011. ISBN 978-1-4000-6752-7.
- Morgan, H. Wayne.  revised. Kent, Ohio: The Kent State University Press. 2003. ISBN 978-0-87338-765-1.
- Morris, Edmund. . New York: Random House. 2001. ISBN 978-0-394-55509-6.
- Phillips, Kevin. . New York: Times Books. 2003. ISBN 978-0-8050-6953-2.
- Rhodes, James Ford. . New York: The Macmillan Company. 1922  [2016-06-19]. OCLC 457006. （原始内容存档于2016-06-24）.
- Schmidt, Robert R. Muccigrasso, Robert , 编.  2. Osprey, Florida: Beacham Publishing. 1988. ISBN 978-0-933833-09-8.
- Stern, Clarence A.  1968. Ann Arbor, Michigan: Edwards Brothers. 1963. OCLC 256810656.
- Williams, R. Hal. . Lawrence, Kansas: University Press of Kansas. 2010. ISBN 978-0-7006-1721-0.

### 其它来源
- Estill, Robert. . The Daily News (Kingsport, Tenn.). 1977-11-07: 30  [2016-06-19]. （原始内容存档于2016-05-11）. （页面存档备份，存于）
- Felt, Thomas E. . Ohio History (Columbus, Ohio: Ohio Historical Society). 1963-10, 72 (4): 292–302, 344 (notes)  [2016-06-19]. （原始内容存档于2016-06-19）. （页面存档备份，存于）
- . Norwalk, Ohio: The Laning Printing Company. 1898.
- . Springfield, Ohio: The Springfield Printing Company. 1904.
- Wolff, Gerald W. . Ohio History (Columbus, Ohio: Ohio Historical Society). Summer–Autumn 1970, 79 (3 and 4): 138–151  [2016-06-19]. （原始内容存档于2016-06-19）. （页面存档备份，存于）